# Agrigento
Agrigento (, AFI: [ˌaɡriˈd͡ʒɛnːto]; Girgenti in siciliano) è un comune italiano di 55 205 abitanti, capoluogo dell'omonimo libero consorzio comunale in Sicilia.
Fondata dai Greci intorno al 580 a.C., Agrigento sorge in un territorio in cui si insediarono i vari popoli che lasciarono traccia nell'isola. Già sede di popoli indigeni che mantenevano rapporti commerciali con egei e micenei, il territorio agrigentino vide sorgere la polis di Akragas (Ἀκράγας), fondata da Geloi di origine rodio-cretese. Raggiunse il massimo splendore nel V secolo a.C., prima del declino avviato dalla guerra con Cartagine. Nel corso delle guerre puniche venne conquistata dai Romani, che latinizzarono il nome in Agrigentum.
Nel Medioevo fu una città greco-bizantina, ma venne poi abbandonata a causa delle costanti razzie degli Arabi, che la distrussero nell'828. Nel 1089 fu rifondata dai Normanni, che la ribattezzarono Girgenti, nome che mantenne sino al 1927 quando fu rinominata con il toponimo attuale.
Fino al 1853 il suo territorio comprendeva anche l'odierno comune di Porto Empedocle.
È nota come Città dei templi per la sua distesa di templi dorici dell'antica città greca posti nella cosiddetta valle dei Templi, inserita, nel 1997, tra i patrimoni dell'umanità dall'UNESCO. Agrigento è stata nominata Capitale italiana della cultura per il 2025.

## Geografia fisica

### Territorio
(Goethe, Viaggio in Italia)

### Clima
Il clima è mite in inverno, quando insieme all'autunno sono concentrate all’incirca tutte le precipitazioni annuali, in estate è caldo torrido.
In base alla media trentennale di riferimento 1961-1990, la temperatura media del mese più freddo, gennaio, si attesta a +11,0 °C; quella del mese più caldo, agosto, è di +28,5 °C.
| Stazione meteorologica di Agrigento | Mesi | Mesi | Mesi | Mesi | Mesi | Mesi | Mesi | Mesi | Mesi | Mesi | Mesi | Mesi | Stagioni | Stagioni | Stagioni | Stagioni | Anno |
| Stazione meteorologica di Agrigento | Gen  | Feb  | Mar  | Apr  | Mag  | Giu  | Lug  | Ago  | Set  | Ott  | Nov  | Dic  | Inv      | Pri      | Est      | Aut      | Anno |
| ----------------------------------- | ---- | ---- | ---- | ---- | ---- | ---- | ---- | ---- | ---- | ---- | ---- | ---- | -------- | -------- | -------- | -------- | ---- |
| T. max. media (°C)                  | 14,0 | 14,5 | 16,4 | 18,9 | 23,6 | 28,2 | 30,9 | 33,9 | 29,5 | 23,5 | 19,3 | 15,8 | 14,8     | 19,6     | 31,0     | 24,1     | 22,4 |
| T. min. media (°C)                  | 8,0  | 8,0  | 9,1  | 11,2 | 14,8 | 19,2 | 21,8 | 22,1 | 19,8 | 16,1 | 12,6 | 9,7  | 8,6      | 11,7     | 21,0     | 16,2     | 14,4 |

## Origini del nome
Nella sua storia millenaria la città ha avuto ben quattro nomi: Ἀκράγας per i Greci, Agrigentum per i Romani, Kerkent o Gergent per gli Arabi; per i Normanni era Girgenti, e con questo nome la ritroviamo per esempio in Della nuova grande illuminante face del mare ossia il terzo volume, dedicato al Mediterraneo e redatto in italiano, del monumentale (EN) Nieuwe Groote Lichtende Zee-Fakkel, pubblicato ad Amsterdam da J. van Keulen in cinque volumi tra il 1681 e il 1684 ai quali, nel 1753, se ne aggiunse un sesto per la navigazione lungo le coste asiatiche.
Parimenti ritroviamo il toponimo, nella forma Gergenty, nel Nouveau Receuil … de la Mer Méditerranée …, Gênes 1848, chez Yves Gravier, Libraire derrière la Loge de Banchi, 179 tavole.
Girgenti fu il nome ufficiale della città fino al 1927, quando, durante il periodo fascista, venne utilizzata un'italianizzazione del nome che aveva la città durante il dominio romano. Agrigento assunse l'attuale denominazione con regio decreto-legge n.1143 del 16 giugno 1927.

## Storia
(Pindaro, XII Pitica)
Agrigento fu fondata su un altopiano affacciato sul mare, compreso tra due fiumi, l’Hypsas e l'Acragas, da cui originariamente l'insediamento prese il nome. Un crinale, che offriva un certo grado di fortificazione naturale, collega un colle a nord denominato Colle di Girgenti con un altro, denominato Rupe Atenea, a est. Secondo Tucidide, fu fondata intorno al 582-580 a.C. da coloni greci provenienti da Gela, città della Sicilia sud-orientale, con altri coloni provenienti da Creta e Rodi. I fondatori (oikistai) della nuova città furono Aristonous e Pystilus. Fu l'ultima delle principali colonie greche in Sicilia ad essere fondata.

### Periodo arcaico
Il territorio sotto il controllo di Acragas si espanse fino a comprendere l'intera area compresa tra il Platani e il Salso, arrivando in profondità nell'entroterra siciliano. Fonti letterarie greche collegano questa espansione a campagne militari, ma l'evidenza archeologica indica che fu piuttosto un lungo processo che raggiunse il suo apice solo all'inizio del V secolo a.C. La maggior parte degli altri insediamenti greci in Sicilia sperimentò un'espansione territoriale simile in questo periodo. Scavi in una serie di siti in questa regione abitata dalle popolazioni indigene Sicani, come Sabucina, Gibil Gabib, Vassallaggi, Sant'Angelo Muxaro e Mussomeli, mostrano segni di adozione della cultura greca. È controverso quanto di questa espansione sia avvenuta ricorrendo alla violenza e quanto grazie al commercio e l'acculturazione. L'espansione territoriale diede ai coloni greci nuove terre, e il controllo della via terrestre da Acragas alla città di Himera sulla costa settentrionale della Sicilia. Questa era la principale via terrestre dallo Stretto di Sicilia al Mar Tirreno, e il suo controllo fu un fattore chiave per la prosperità economica della città nel VI e V secolo a.C., divenuta proverbiale. Si racconta che Platone, vedendo il tenore di vita degli abitanti, avesse osservato che «costruiscono come se volessero vivere per sempre, eppure mangiano come se fosse il loro ultimo giorno». Forse a causa di questa ricchezza, Acragas fu una delle prime città in Sicilia a battere moneta, intorno al 520 a.C.
Intorno al 570 a.C., la città passò sotto il controllo di Falaride, una figura semi-leggendaria, ricordata come l'archetipo del tiranno, che si dice uccidesse i suoi nemici facendoli bruciare vivi all'interno di un toro di bronzo. Nelle fonti letterarie antiche è legato alle campagne militari di espansione, ma questo è probabilmente anacronistico. Governò fino al 550 a.C. circa. La storia di Acragas nella seconda metà del VI secolo è sconosciuta, fatta eccezione per i nomi di due leader, Alcamenes e Alcander. Acragas si espanse anche verso ovest nel corso del sesto secolo, rivaleggiando con Selinunte, la città greca a ovest più vicina. I Selinuntini fondarono la città di Eraclea Minoa presso la foce del fiume Platani, a metà strada tra i due insediamenti, verso la metà del VI secolo a.C. Gli Acragantini la conquistarono intorno al 500 a.C.

### Periodo emmenide

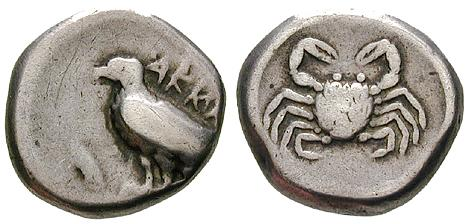
Didrachma di Acragas, 490–483 a.C.

Terone, un membro della famiglia degli Emmenidi, divenne tiranno di Acragas intorno al 488 a.C. Strinse un'alleanza con Gelone, tiranno di Gela e Siracusa. Intorno al 483 a.C., Terone invase e conquistò Himera, vicino. Il tiranno di Himera, Terillo si unì a suo genero, Anassila di Reggio, e i Selinuntini invitarono i cartaginesi a intervenire per restaurare il potere di Terillo. I Cartaginesi intervennero nel 480 a.C., dando inizio la prima delle Guerre greco-puniche, ma furono sconfitti dalle forze congiunte di Terone e Gelone nella Battaglia di Himera.
In questo periodo furono realizzati numerosi enormi progetti di costruzione nella Valle dei Templi, tra cui il Tempio di Zeus Olimpio, uno dei più grandi templi greci mai costruiti, e la costruzione dell’imponente bacino idrico della Kolymbethra. Secondo Diodoro Siculo, furono costruiti per celebrare la vittoriosa battaglia di Imera, utilizzando come schiavi i prigionieri catturati in guerra. L'evidenza archeologica indica che il boom delle costruzioni monumentali iniziò effettivamente prima della battaglia, ma continuò nel periodo successivo. In questo periodo ebbe inizio anche l'importante ricostruzione della cinta muraria su scala monumentale. Terone inviò atleti ai giochi olimpici e alle altre competizioni panelleniche della Grecia continentale. Diverse poesie di Pindaro e Simonide celebrano le vittorie di Terone e di altri Acragantini, fornendo approfondimenti sull'identità e l'ideologia di Acragas in questo momento. Le fonti letterarie greche generalmente lodano Terone come un buon tiranno, ma accusano suo figlio Trasideo, che gli successe nel 472 a.C., di violenza e oppressione. Poco dopo la morte di Terone, Ierone I di Siracusa (fratello e successore di Gelone) invase Acragas e rovesciò Trasideo. Le fonti letterarie affermano che Acragas divenne poi una democrazia, ma in pratica sembra essere stata dominata dall'aristocrazia cittadina.

### Periodo classico e periodo ellenistico

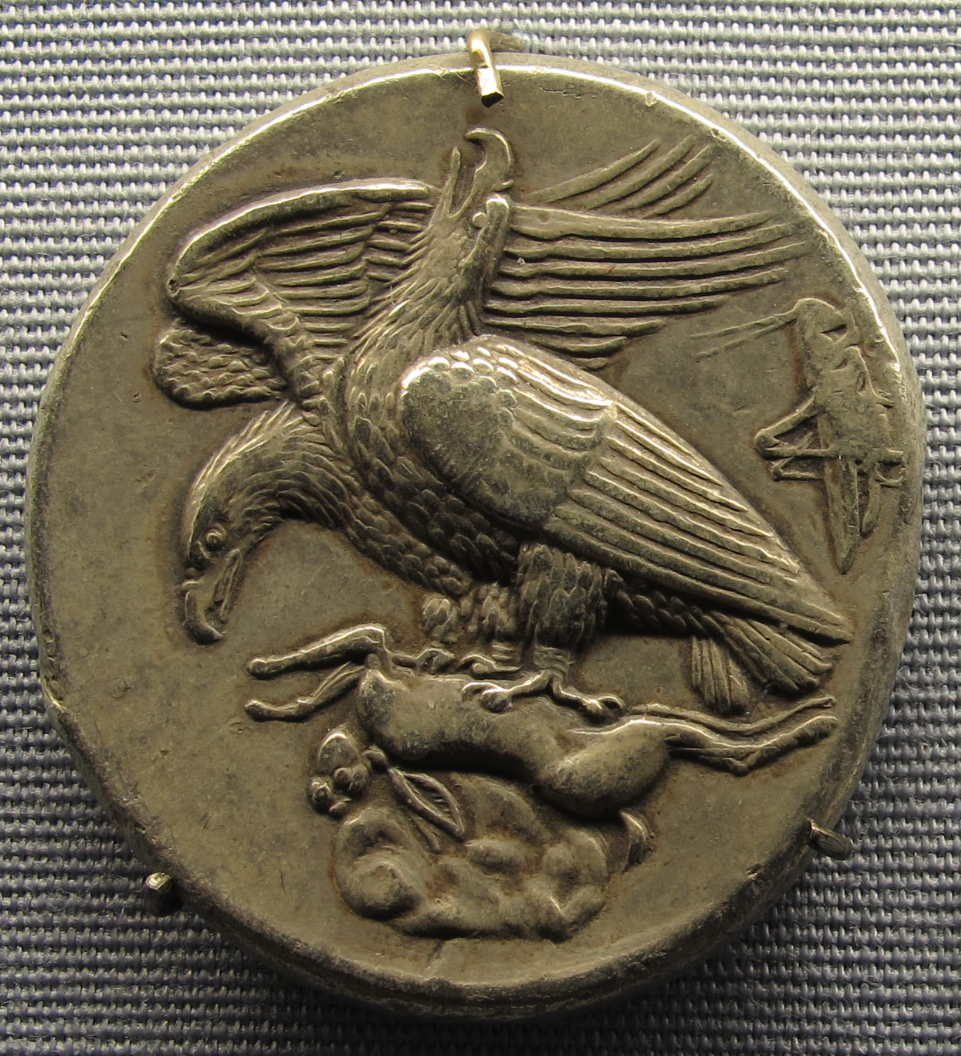
Tetradracma di Acragas, 410 a.C.

Il periodo successivo alla caduta degli Emmenidi non è ben documentato. Un collegio oligarchico, chiamato "i mille", fu al potere per alcuni anni a metà del V secolo a.C., ma fu rovesciato. La tradizione letteraria ascrive al filosofo Empedocle un ruolo decisivo in questa rivoluzione, ma alcuni studiosi moderni ne dubitano. Nel 451 a.C., Ducezio, capo di uno stato siculo ostile all'espansione dei greci nell'interno della Sicilia, invase il territorio di Acragas, conquistando un avamposto chiamato Motyum. Ducezio fu sconfitto nel 450 a.C., ma la decisione siracusana di lasciar andare Ducezio indignò gli Acragantini, che entrarono in guerra con Siracusa. Furono sconfitti in una battaglia sul fiume Salso, che lasciò a Siracusa l’egemonia sulla Sicilia orientale. La sconfitta fu talmente grave che Acragas cessò di coniare monete per diversi anni.
Le fonti antiche consideravano Acragas una città molto grande in questo momento. Diodoro Siculo dice che la popolazione era di 200 000 persone, di cui 20 000 erano cittadini. Diogene Laerzio fornì l’incredibile cifra di 800 000 abitanti. Alcuni studiosi moderni hanno accettato i numeri di Diodoro, ma sembrano essere troppi. Jos de Waele suggerisce una popolazione di 16.000-18.000 cittadini, mentre Franco De Angelis stima una popolazione totale di circa 30000-40000.
Quando Atene intraprese la spedizione siciliana contro Siracusa, tra il 415 e il 413 a.C., Akragas rimase neutrale.
Dopo la conquista e il saccheggio dei cartaginesi nel 406 a.C. Acragas non recuperò mai più il suo potere.
Fu ripopolata in seguito all'invasione di Timoleonte e nel periodo ellenistico ebbe luogo la costruzione di molti edifici imponenti. All'inizio del III secolo a.C., un tiranno di nome Finzia si proclamò re di Akragas, e giunse a controllare altre città. Il suo regno tuttavia fu di breve durata.

### Periodo romano
La città fu contesa tra Romani e Cartaginesi durante la prima guerra punica. I romani misero la città sotto assedio nel 262 a.C. e la conquistarono dopo aver sconfitto una forza di soccorso cartaginese nel 261 a.C., riducendone la popolazione in schiavitù. Sebbene i Cartaginesi riconquistassero la città nel 255 a.C. l’accordo definitivo di pace cedette la Sicilia punica, e con essa Akragas, a Roma. La città fu duramente toccata dalla seconda guerra punica (218–201 a.C.), quando sia Roma che Cartagine combatterono per controllarla. Alla fine i romani conquistarono Akragas nel 210 a.C. e la ribattezzarono Agrigentum, anche se rimase per secoli una comunità in gran parte di lingua greca. Divenne di nuovo prospera sotto il dominio romano e i suoi abitanti ricevettero la piena cittadinanza romana dopo la morte di Giulio Cesare nel 44 a.C.

### Medioevo
Dopo la caduta dell'Impero romano d'Occidente, la città passò successivamente nelle mani del Regno Vandalico, del Regno Ostrogoto d'Italia e poi dell'Impero bizantino. Durante questo periodo gli abitanti di Agrigentum abbandonarono i quartieri bassi della città e si trasferirono nell'ex acropoli, in cima alla collina. Le ragioni di questo spostamento non sono chiare, ma probabilmente erano legate alle distruttive incursioni costiere dei saraceni e di altri popoli. Nell'828 i saraceni conquistarono ciò che rimaneva della città; la forma araba del suo nome divenne كِركَنت‎ (Kirkant) o جِرجَنت‎ (Jirjant).
In seguito alla conquista normanna della Sicilia, la città cambiò il suo nome in Girgenti e lo mantenne fino al 1927. I normanni rifondarono l'attuale città su un'altura, costruendo il castello di Agrigento e la cattedrale. Nel 1087 il Gran Conte Ruggero I stabilì un vescovato latino nella città, retto per primo da Gerlando, attuale patrono della città.
La popolazione diminuì durante gran parte del periodo medievale, ma si riprese un po’ dopo il XVIII secolo.

### Periodo contemporaneo
Nel 1860, come nel resto della Sicilia, gli abitanti sostennero l'arrivo di Giuseppe Garibaldi durante la Spedizione dei Mille (uno degli eventi più importanti dell'Unità d'Italia) che segnò la fine della dinastia dei Borbone.
Nel 1927 Benito Mussolini con il "Decreto Legge n. 159 del 12 luglio 1927" introdusse l'attuale versione italianizzata Agrigento del nome latino che sostituì definitivamente la vecchia denominazione di Girgenti. Tale decisione rimane controversa, in quanto simbolo del fascismo e dell'eradicazione della storia locale. Su suggerimento di Andrea Camilleri, scrittore siciliano di origine agrigentina, il centro storico della città è stato ribattezzato nel 2016 con il nome siciliano di "Girgenti". La città subì una serie di devastanti bombardamenti durante la seconda guerra mondiale.
Nel secondo dopoguerra, la città fu interessata da un intenso ed incontrollato boom edilizio che ne deturpò il volto: decine di fabbricati ed edifici furono costruiti su terreni poi rivelatisi franosi ed infatti nel 1966 una rovinosa frana di enormi dimensioni, per un caso fortuito, non fece vittime ma lasciò sfollate oltre 7 000 persone. Ne nacque uno scandalo politico di dimensioni nazionali, tanto da spingere il Parlamento a istituire una commissione ministeriale d’inchiesta e nel 1968 venne promulgato il decreto ministeriale Gui-Mancini che poneva concreti vincoli allo sviluppo urbanistico di Agrigento, soprattutto riguardanti la zona archeologica della Valle dei Templi, la quale, nonostante queste misure, non venne risparmiata negli anni successivi dalla piaga dell'abusivismo edilizio.

### Simboli
(D.P.R. del 25 novembre 2019)
(D.P.R. del 25 novembre 2019)
Lo stemma storico e il gonfalone sono stati ufficialmente riconosciuti con il decreto del capo del governo del 28 novembre 1941 e concessi con i nuovi ornamenti da Città con il decreto del presidente della Repubblica del 25 novembre 2019.
La città possiede anche una bandiera:

## Monumenti e luoghi d'interesse
Il centro storico di Agrigento è individuabile sulla sommità occidentale della collina dell'antica Girgenti. Risalente all'età medioevale, sviluppatosi tra l'XI e il XV secolo, conserva ancora oggi vari edifici medioevali (chiese, monasteri, conventi e palazzi nobiliari).
Da aprile del 2016 è tornato a chiamarsi ufficialmente Girgenti.
Nel centro storico sono presenti significative testimonianze dell'arte arabo-normanna, tra cui in particolare la cattedrale di San Gerlando, il Palazzo Steri sede del seminario, il palazzo vescovile, la Basilica di Santa Maria dei Greci ed il complesso monumentale di Santo Spirito e le porte delle cinta muraria.

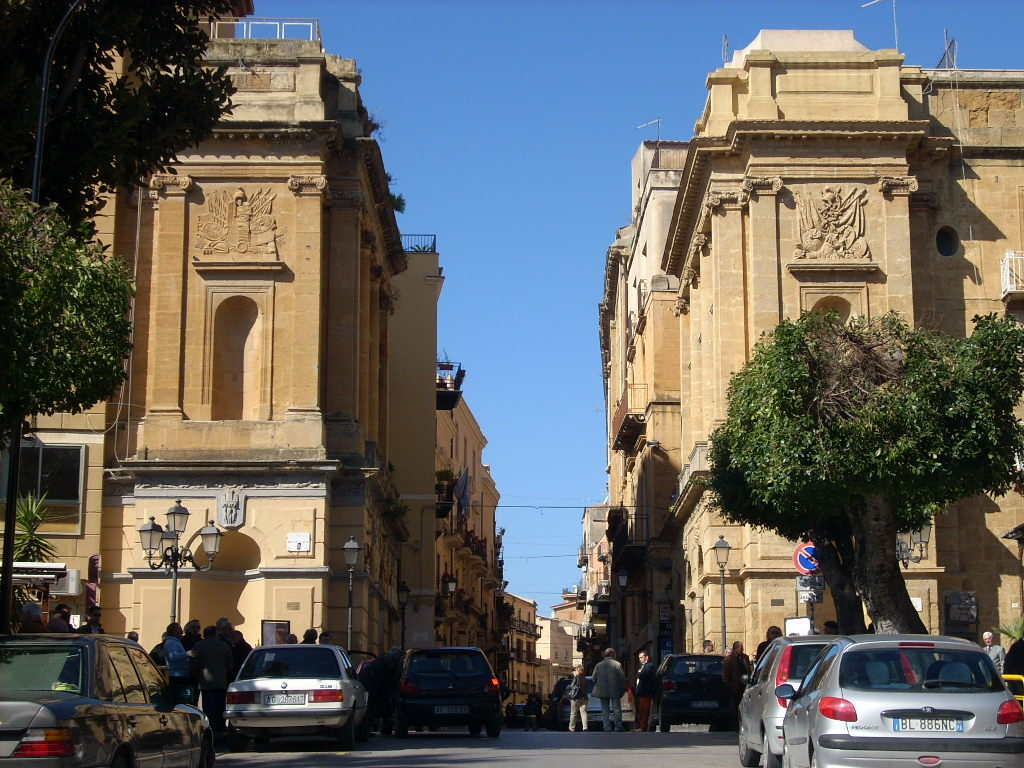
Porta di Ponte

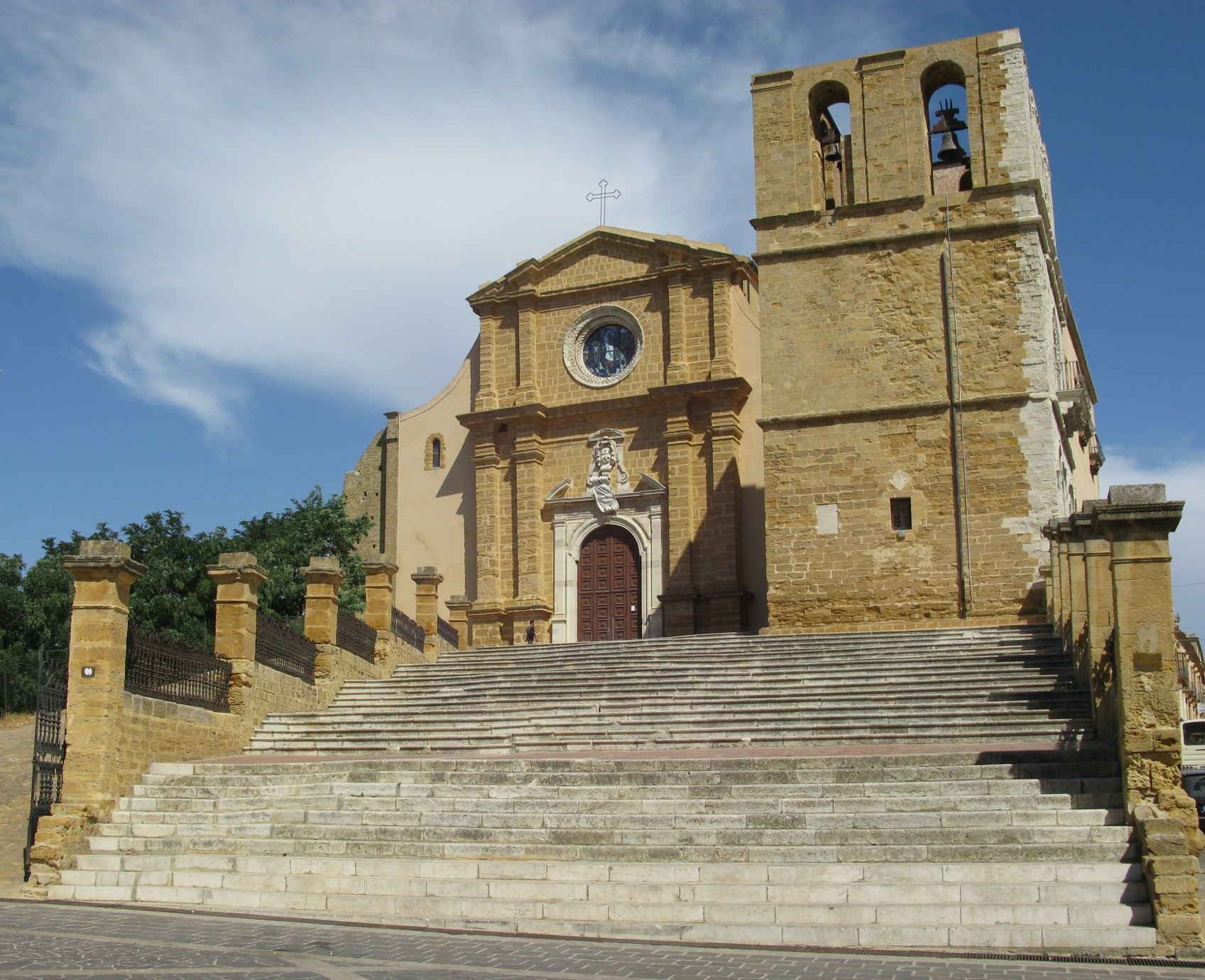
Cattedrale di San Gerlando

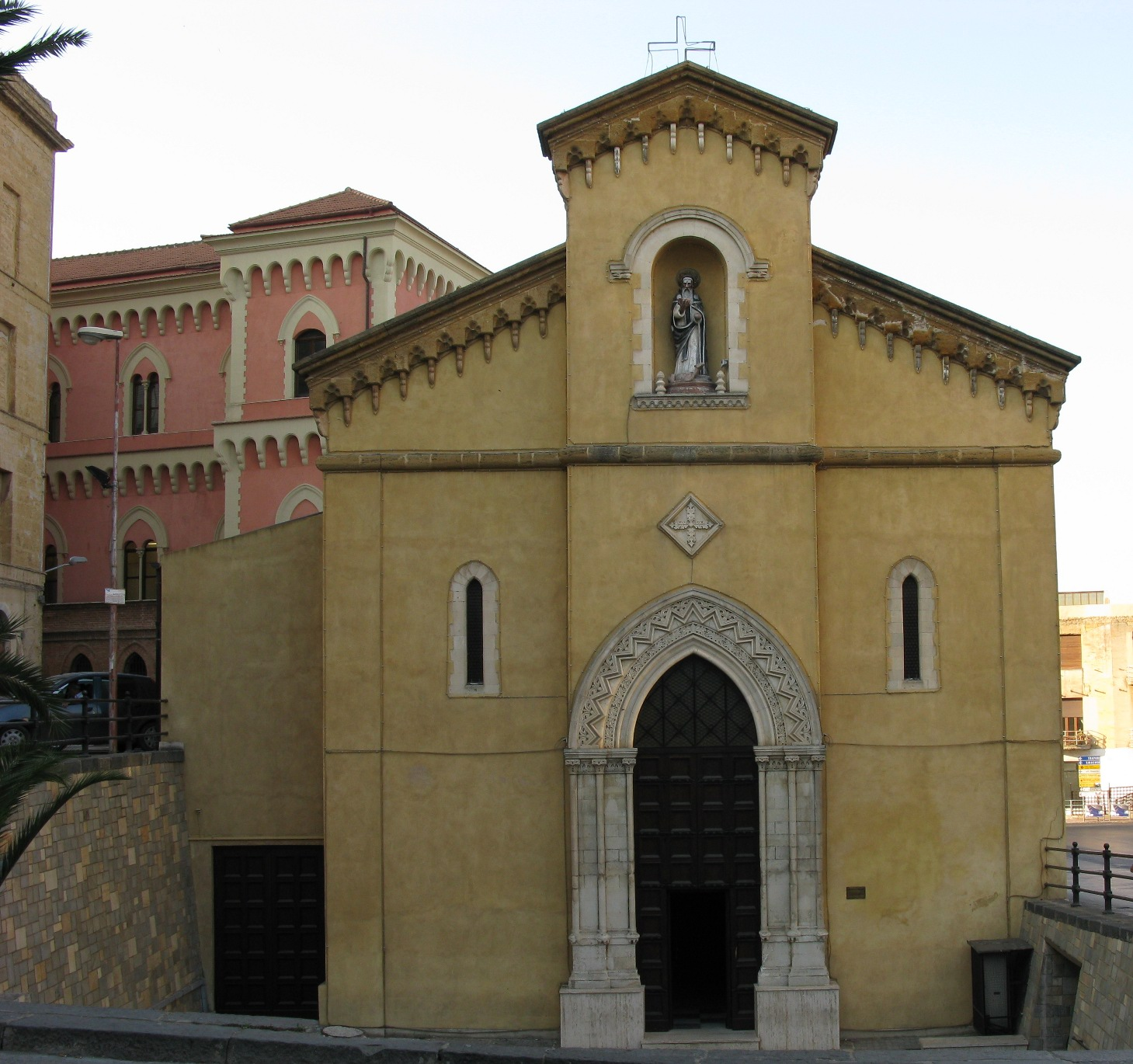
Santuario di San Calogero

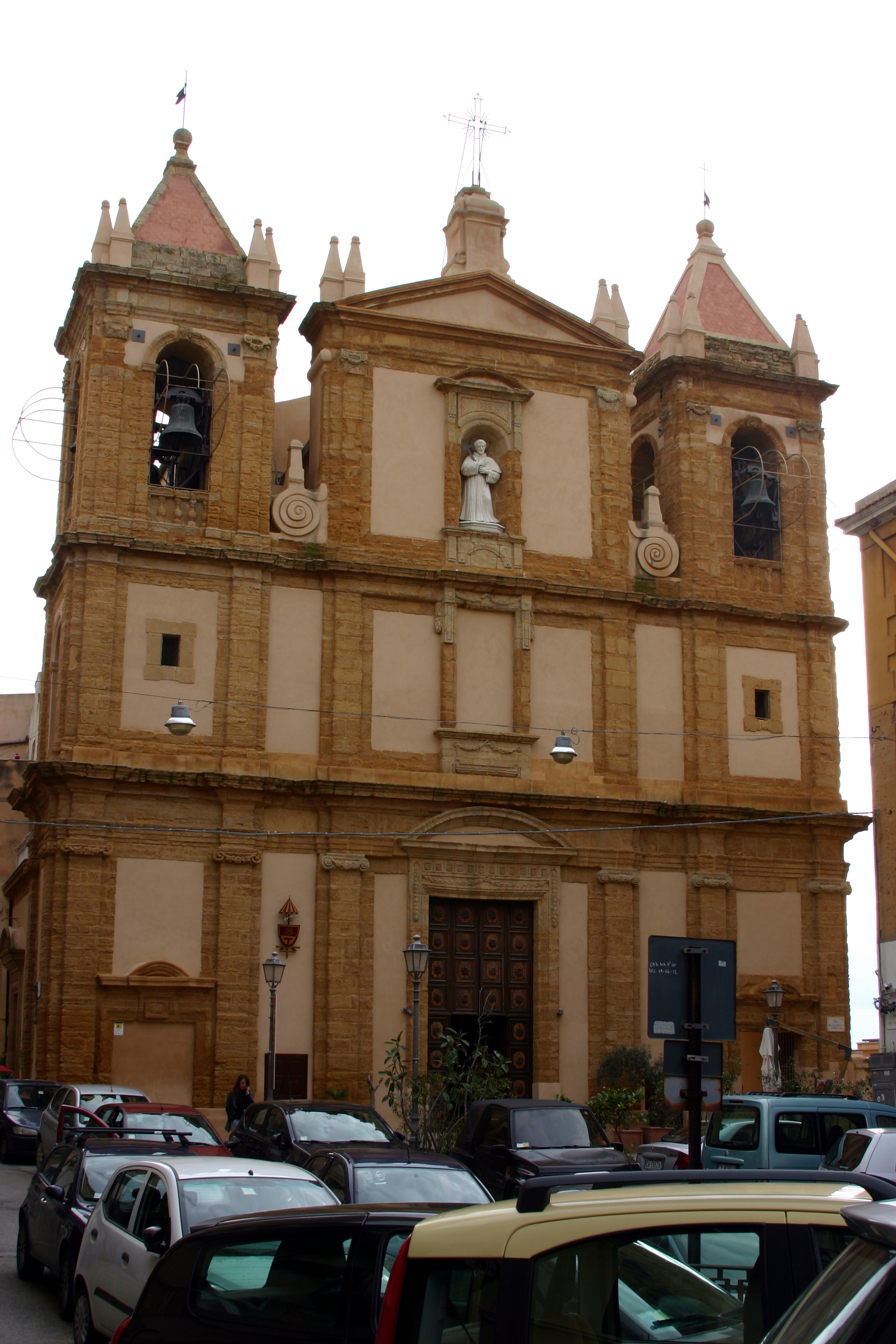
Basilica dell’Immacolata Concezione o di San Francesco

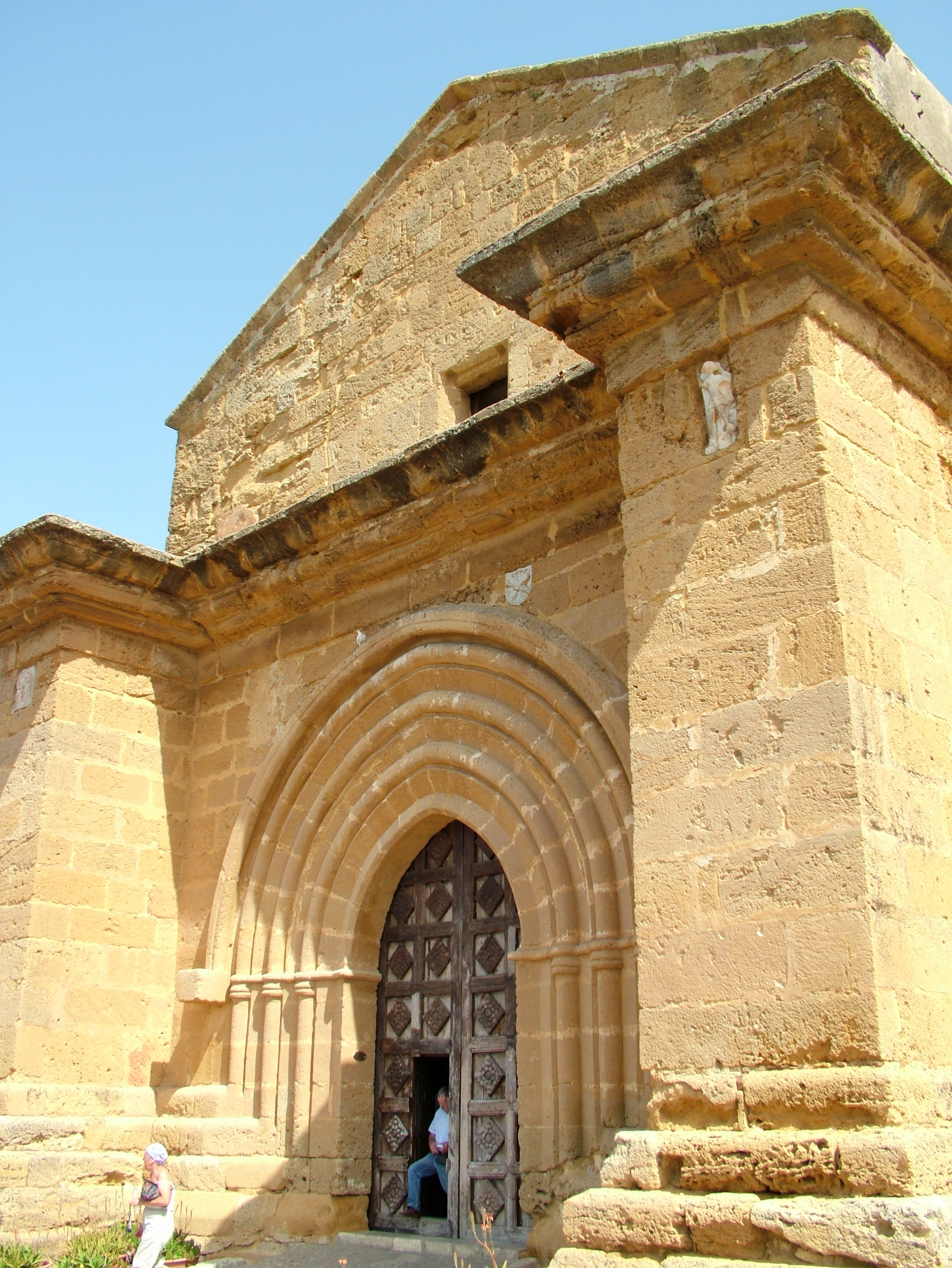
Chiesa di San Nicola

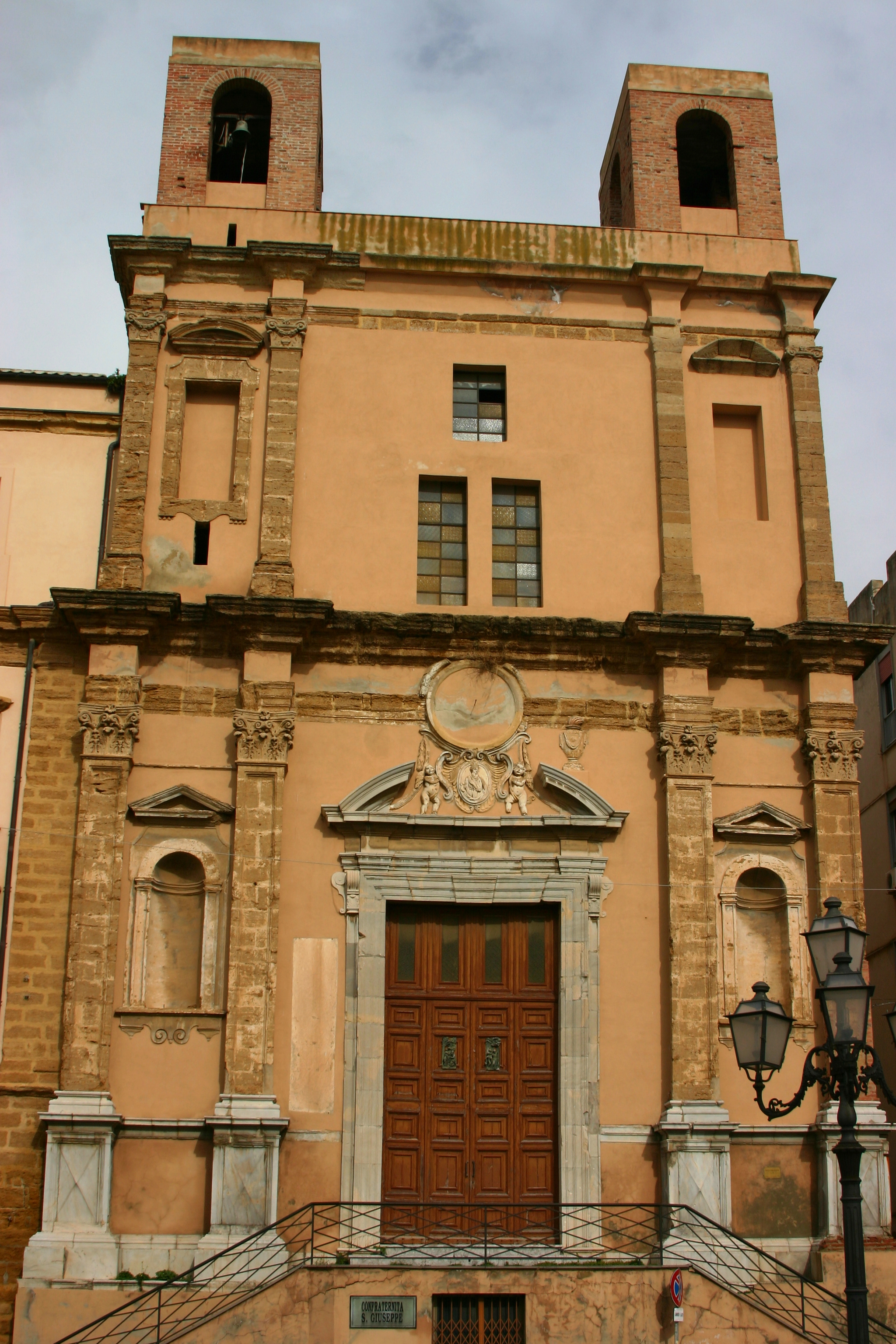
Chiesa di San Giuseppe

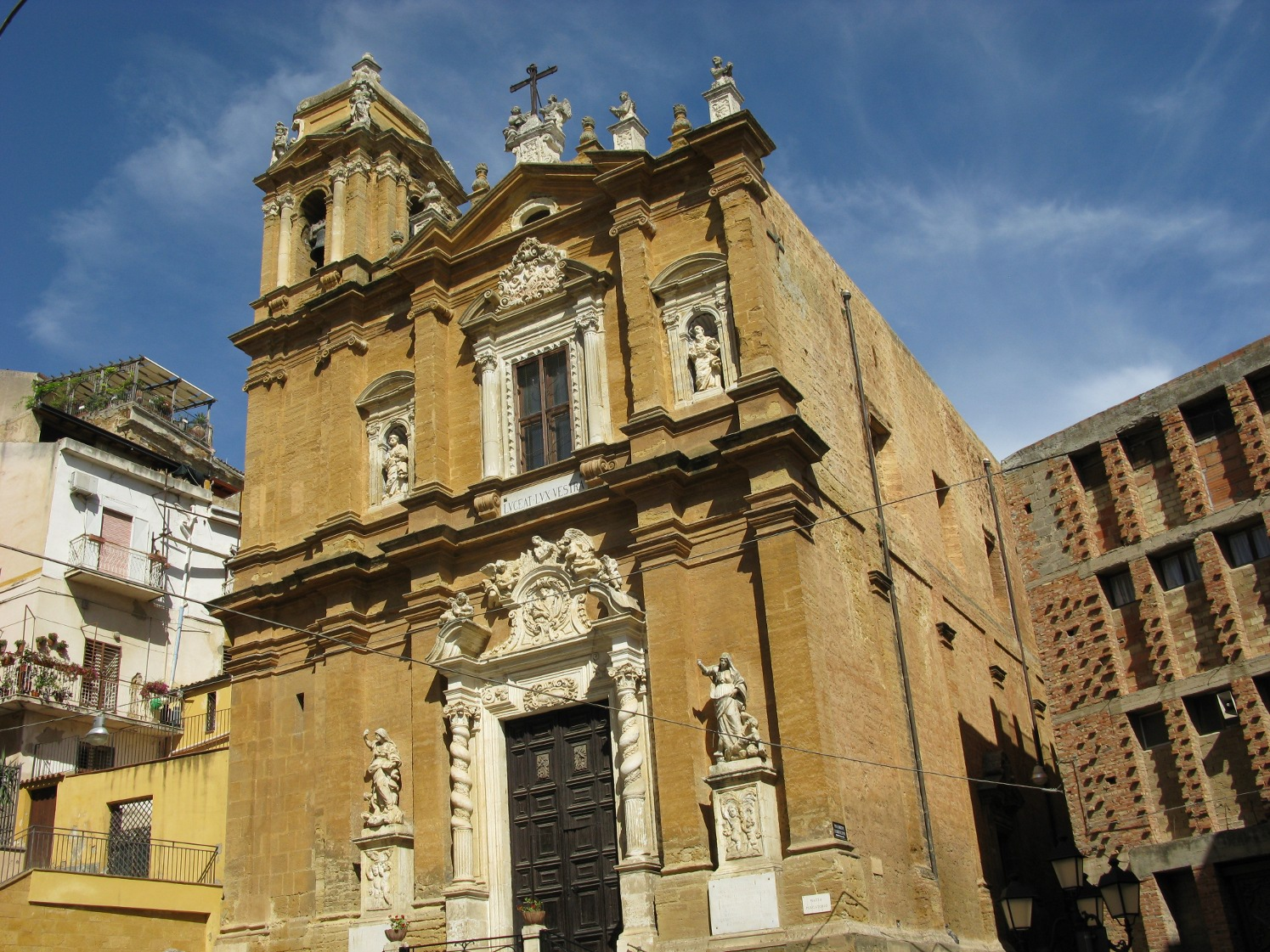
Chiesa sconsacrata del Purgatorio o di San Lorenzo

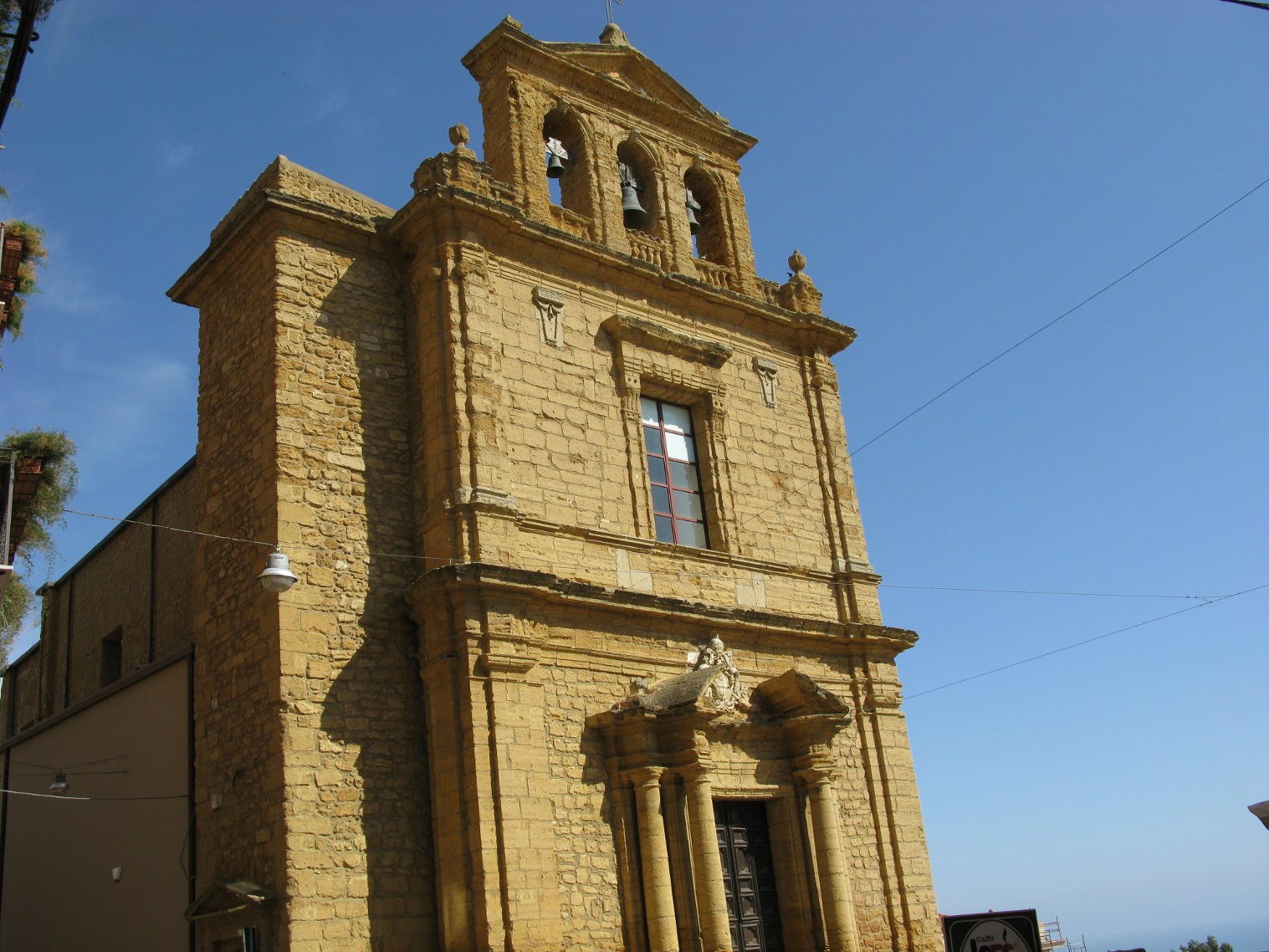
Chiesa sconsacrata di San Pietro

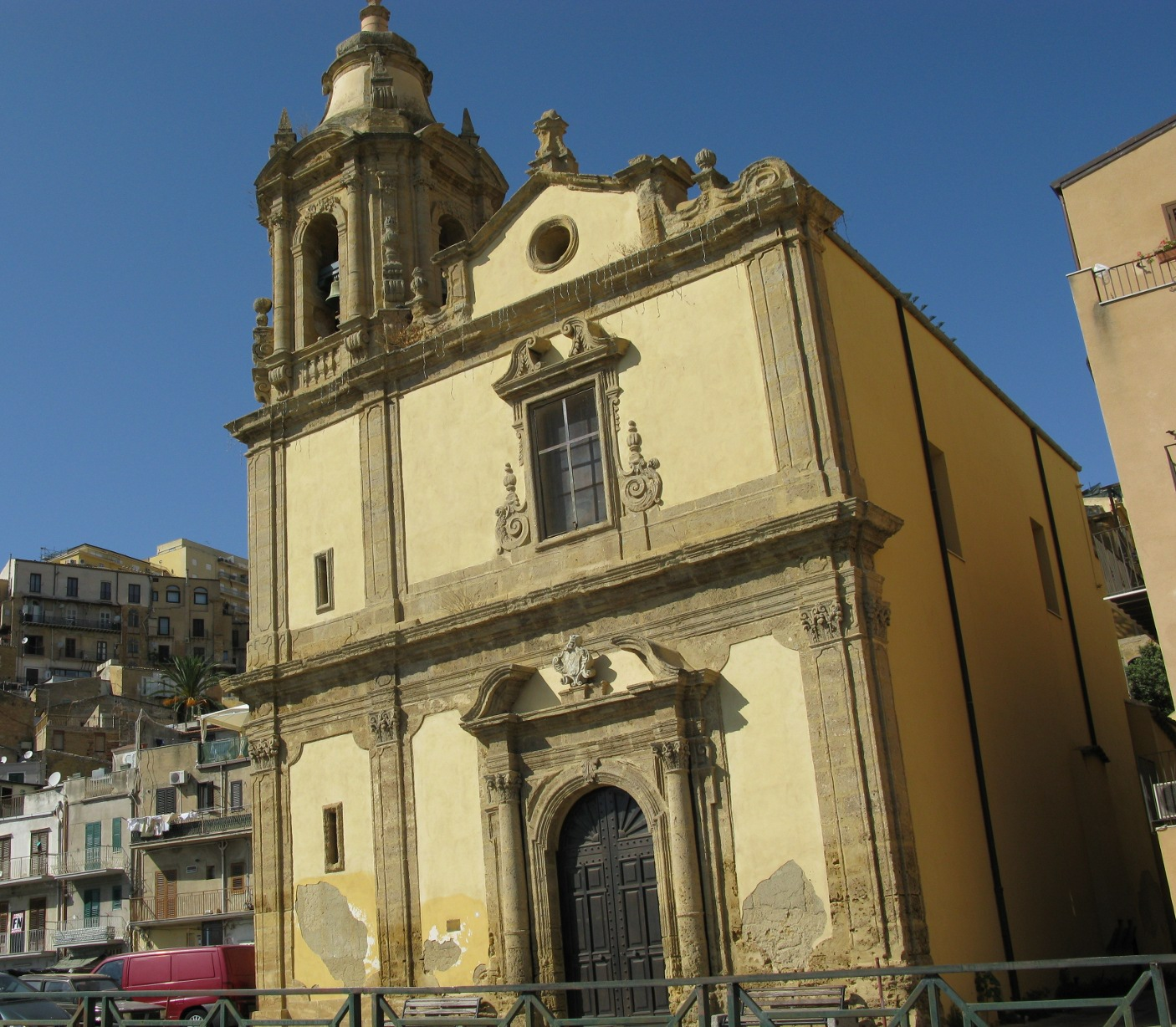
Chiesa di Santa Lucia o dell'Assunta

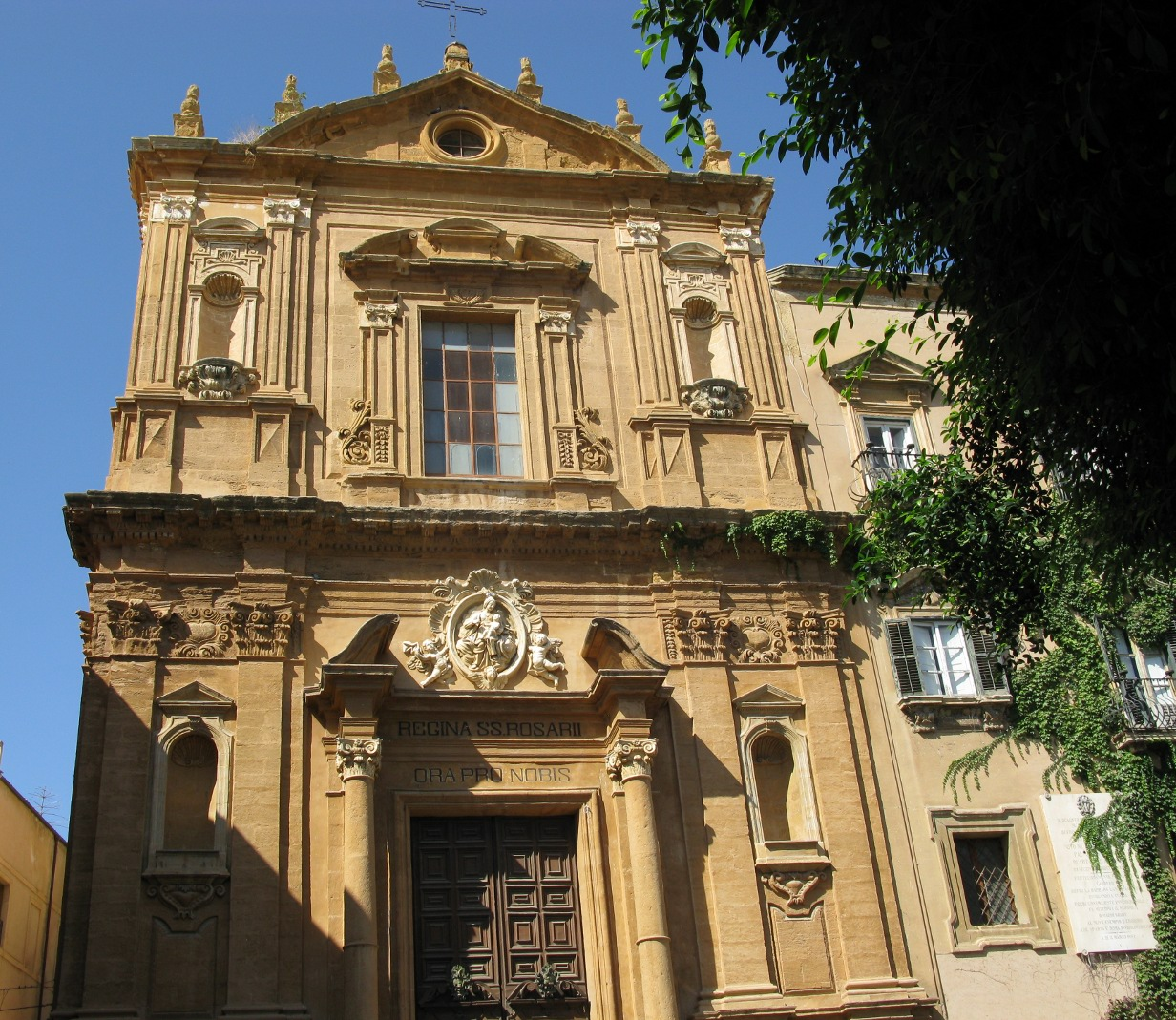
Chiesa di San Domenico

### Architetture religiose
- Seminario vescovile,[46] con annesso il palazzo Steri Chiaramonte risalente al Trecento. Il Palazzo fu progressivamente ampliato fino a comprendere tre atri. L'esterno presenta dei balconi in stile barocco, mentre al suo interno è la suggestiva aula chiaramontana. Nell'atrio sono conservati un busto dedicato a Papa Giovanni Paolo II, e alcune lapidi marmoree, tra le quali spicca quella agli studenti del seminario caduti durante la prima guerra mondiale.
- Palazzo Vescovile, costruito nella prima metà del XVII sec, fu ampliato a più riprese da vari vescovi. All'esterno presenta un imponente portale, mentre all'interno, oltre a numerosi cimeli del museo diocesano, è possibile ammirare i ritratti dei sette santi vescovi, opera di Francesco Sozzi del XVIII secolo.
- Curia Arcivescovile, adiacente al Palazzo Vescovile con il quale condivide uno stile architettonico quasi identico.
- Biblioteca Lucchesiana, separata dal Palazzo Vescovile grazie alla Chiesa di Sant'Alfonso, presenta all'esterno un bel portale. La biblioteca è ricca di oltre 60.000 volumi di datazione antichissima, cinquecentine ed incunaboli disposti su scaffali di legno di notevole pregio artistico. All'interno inoltre è possibile ammirare la statua del Vescovo Andrea Lucchesi Palli (1692-1768), da cui la biblioteca prende il nome, e donatore di quasi la metà del patrimonio librario. Di grande pregio le scaffalature lignee settecentesche.
- Palazzo del Boccone del Povero: presenta un elegante portone. Nel cortile al suo interno è possibile ammirare un mezzo busto marmoreo del fondatore.
- Palazzi Istituto Granata e Istituto figlie di Sant'Anna, tra loro collegati e costituenti un vasto complesso architettonico.
- Palazzo Zirafa, già Palazzo Montaperto. L'intero edificio, il cui prospetto si affaccia in piazza Pirandello e in parte sul vicolo Teatro, è decorato da tre finestre trifore. Sul prospetto è visibile una lapide commemorativa dedicata a Papa Leone XIII.
- Collegio degli Oblati
- Fonduk, antico corpo costituente il primo Palazzo Vescovile, oggi sede di spazi espositivi.

#### Chiese
- Cattedrale di San Gerlando. La Cattedrale fu edificata a partire dalla seconda metà del XI sec, consacrata nel 1099 dal vescovo Gerlando, dichiarato Santo e a lui poi dedicata nel 1305.[47][48][49]
- Santuario di San Calogero, XVI secolo. La chiesa è a tre navate e al suo interno le decorazioni ricalcano lo stile barocco. Sul prospetto spicca, in una nicchia, la statua di San Calogero con la caratteristica cerva.[50]
- Santuario dell'Addolorata, uno dei luoghi di culto cattolici mariani più importanti di Agrigento e sede di una delle confraternite più antiche della città, quella appunto di Maria Ss. dei Sette Dolori.[51] Nei suoi sotterranei, ai quali si accede da un'apertura ricavata dalla roccia, sono presenti delle cripte, dette appunto Cripte dell'Addolorata.
- Basilica dell'Immacolata Concezione o San Francesco (XVII secolo).[52] La basilica si presenta a navata unica. Il prospetto è in stile barocco a tre ordini con due imponenti torri campanarie e la statua del Santo Patrono d'Italia, in marmo bianco. Sulla torre campanaria, invece, si trova la statua della Madonna con il bambino. Al suo interno alcune tombe in marmo di nobili ed ecclesiastici. Nel febbraio del 1940 papa Pio XII la elevò alla dignità di basilica minore.[53]
- Basilica di Santa Maria dei Greci, costruita sulle fondazioni di un tempio dorico, il prospetto è in stile arabo-normanno[54] e vi si accede attraverso un cortile delimitato da un portale in stile barocco. Al suo interno sono visibili le fondamenta del tempio dorico di Giove Polieo grazie al pavimento in vetro, mentre nelle pareti sono riconoscibili affreschi. La chiesa inizialmente fu destinata al culto greco-ortodosso.[55] Dal cortile si accede ad ulteriori resti del tempio dorico. Nel corpo adiacente, oggi sono ospitate mostre temporanee.
- Chiesa di San Francesco di Paola, costruita nel XVII secolo. La facciata è a due ordini con due massicce torri campanarie. Sopra il portone d'ingresso, è presente un bassorilievo raffigurante il Santo. Al suo interno numerose tele di pregevole fattura.
- Chiesa di San Nicola, costruita nel XIII secolo. L'interno ad unica navata condivide con la facciata lo stile normanno-gotico con un portale a sesto acuto. Sulla facciata esterna, inoltre, sopra le due massicce colonne ed il portale, si trovano alcune decorazioni in marmo, tra cui i bassorilievi dei Santi Pietro e Paolo. Al suo interno è custodito un sarcofago in marmo che propone la leggenda di Fedra e Ippolito e il famoso crocifisso ligneo descritto nella novella di Pirandello il Signore della nave.[56]
- Chiesa del monastero di Santo Spirito,[57] edificata nell'XI secolo. La chiesa è navata unica e presenta al suo interno pregevoli stucchi del Serpotta. La facciata è in stile gotico con portale sormontato da rosone.
- Chiesa di San Biagio, costruita sulle fondazioni di un tempio dorico nel XIII secolo. La chiesa sorge sulle fondamenta di un tempio dorico dedicato a Demetra ed è in stile arabo-normanno, poco distante il santuario rupestre di Demetra.[58]
- Chiesa di Santa Maria degli Angeli, realizzata nel XVIII secolo. Al suo interno si trova un ritratto del patrono della Città, San Gerlando.
- Chiesa di San Vincenzo
- Chiesa di San Alfonso dei liguori, costruita nel XVI-XVII secolo. Vi si accede attraverso il Palazzo della Biblioteca Lucchesiana ed è adiacente al convento dei padri redentoristi. L'interno è ad unica navata con stucchi, archi e numerose tele. Consacrata nel 1854 fu la prima chiesa al mondo dedicata a Sant'Alfonso de Liguori.
- Chiesa dell'Itria, costruita nel XVI secolo. La chiesa è a navata unica ma chiusa al culto. in essa si celebrava il rito Greco-albanese. il prospetto ed il portale sono in stile manieristico.
- Chiesa di San Giuseppe, risalente al XVII-XVIII secolo. Il prospetto in stile barocco è arricchito da un doppio ordine di scalini e da due torri campanarie. L'impianto è a navata unica.
- Chiesa del Purgatorio o di San Lorenzo, oggi sconsacrata, risale al XV-XVI secolo. Il prospetto è in stile barocco, arricchito da numerose statue, in particolare quelle ai lati del portale, delimitato da due colonne a spirale, rappresentano le allegorie della fede e della carità. al suo interno l'edificio, a navata unica, presenta sculture date tradizionalmente a Giacomo Serpotta e custodisce un reliquario. Il soffitto presenta una falsa cupola. Con ogni probabilità gli stucchi, assai grossolani, sono da ascrivere ad un allievo di Giacomo Serpotta che utilizzò suoi disegni.
- Chiesa di San Pietro,[59] oggi sconsacrata, risale al XVIII secolo. Il prospetto presenta un portale barocco, mentre l'interno, ad unica navata, presenta numerose tele di notevole interesse artistico: la Sacra Famiglia ed il bellissimo affresco della volta (1785) sono opera del pittore palermitano Giuseppe Cristadoro. Vi sono inoltre tele di Fra Felice da Sambuca, artista del secolo XVIII, provenienti molto probabilmente dal convento dei Cappuccini (che venne chiuso nella seconda metà del secolo scorso), ciascuna delle quali raffigura: Sant’Antonio e San Filippo Neri; San Felice da Cantalice e Sant’Antonio; San Giuseppe e il Bambino Gesù; San Pietro che conforta un prigioniero; San Rocco che assiste un malato di peste; Sant’Antonio Abate; papa Gregorio VII, San Romualdo e san Brunone disputano sui dogmi della fede; i Santi Francesco, Domenico e San Tommaso d’Acquino.
- Chiesa di Santa Lucia o dell'Assunta, edificata nel XVIII secolo. Il prospetto è in stile tardo barocco-neoclassico.
- Chiesa di Santa Croce, del XIV secolo.
- Chiesa di San Giovanni dei Teutonici, costruita all'interno dell'ex Ospedale di San Giovanni di Dio in Via Atenea. Oggi ne rimangono solo le rovine.
- Chiesa di Santa Rosalia, realizzata nel XVII secolo. La maestosa facciata barocca fu sostituita a causa di lavori di restauro mai avviati. Oggi il prospetto si presenta in mattoni rossi.
- Chiesa di San Domenico, costruita nel XVII secolo. Il prospetto in stile barocco è arricchito da un doppio ordine di scale; sopra il portone d'ingresso, è posto un bassorilievo raffigurante la Madonna con il bambino sormontata da due angeli. Il campanile è insolitamente arretrato rispetto al prospetto principale ed è costituito in ceramiche di maiolica policrome; al suo interno pregevoli tele, tra cui un'imponente Madonna del Rosario presumibilmente dei primi anni del XVIII secolo. La primitiva istituzione conventuale dell'Ordine dei frati predicatori, settima in terra di Sicilia fu fondata nel 1313 dai marchesi Chiaramonte.[60]
- Chiesa di San Giacomo, XVI secolo.
- Chiesa di San Giorgio degli Oblati,[61] realizzata nel XIII secolo. È situata nelle immediate vicinanze dello Steri agrigentino fu costruita in epoca chiaramontana in pietra bianca di Comiso in stile gotico. È dotata di un ricco portale ligneo che ha diversi elementi simili al portale dello Steri di Palermo e con quello del duomo vecchio di Naro.
- Chiesa di Santa Maria del Soccorso o Badiola, del XIV secolo. Il prospetto è in stile rinascimentale, mentre all'interno a navata unica si conservano numerose tele. Sul prospetto è collocata la statua della Ss. Maria del Soccorso.
- Chiesa del Carmine o portale Giaggi, sconsacrata.
- Chiesa di santa Caterina, sconsacrata.
- Chiesa di San Girolamo, sconsacrata, XVI-XVII secolo.
- Chiesa delle Forche, sconsacrata, rialente al XVI secolo. In stile tardo rinascimentale, sotto di essa potrebbe trovarsi un antico tempio dorico.
- Chiesa della Madonna della Catena, sconsacrata. È Sita nel quartiere di Villaseta.
- Chiesa di San Lorenzo Martire, sita nella borgata di Montaperto.
- Chiesa del Rosario, sita nella borgata di Montaperto.
- Chiesa di San Leone,[62] sita nella borgata costiera di San Leone ha antiche origini risalenti al periodo normanno.

#### Chiese scomparse
- Chiesa Santa Maria Monte dei Pegni, solo resti.
- Chiesa di San Libertino, solo resti.
- Chiesa di Santa Maria delle Raccomandate, nelle vicinanze della Cattedrale, solo resti.

#### Chiese moderne e contemporanee
- Chiesa del Ss. Crocifisso, o di San Vito, in Piazza Diodoro Siculo.
- Chiesa della Provvidenza, in via Manzoni.
- Chiesa della Madonna del Carmelo, in via Dante.
- Chiesa della Madonna di Fatima, in via Callicratide.
- Chiesa della Madonna di tutte le Grazie, in via Demetra.
- Chiesa di Santa Gemma, in via Imera.
- Chiesa del Cuore Immacolato di Maria, al Villaggio Mosè.
- Chiesa di San Gregorio, in via Cavaleri Magazzeni.
- Chiesa di San Nicola, a Fontanelle.
- Chiesa di San Pio X, al Villaggio Peruzzo.
- Chiesa del Sacro Cuore di Gesù, al Quadrivio Spinasanta.
- Concattedrale di Santa Croce, a Villaseta.
- Chiesa del Santissimo Crocifisso o San Vito, in stile moderno.
- Chiesa di Santa Rosa, al Villaggio Mosè.
- Chiesa Cristiana Evangelica Assemblee di Dio in Italia, in via Mattarella.
- Chiesa Evangelica Valdese, in via Damareta.

#### Monasteri
- Monastero della Raccomandata;

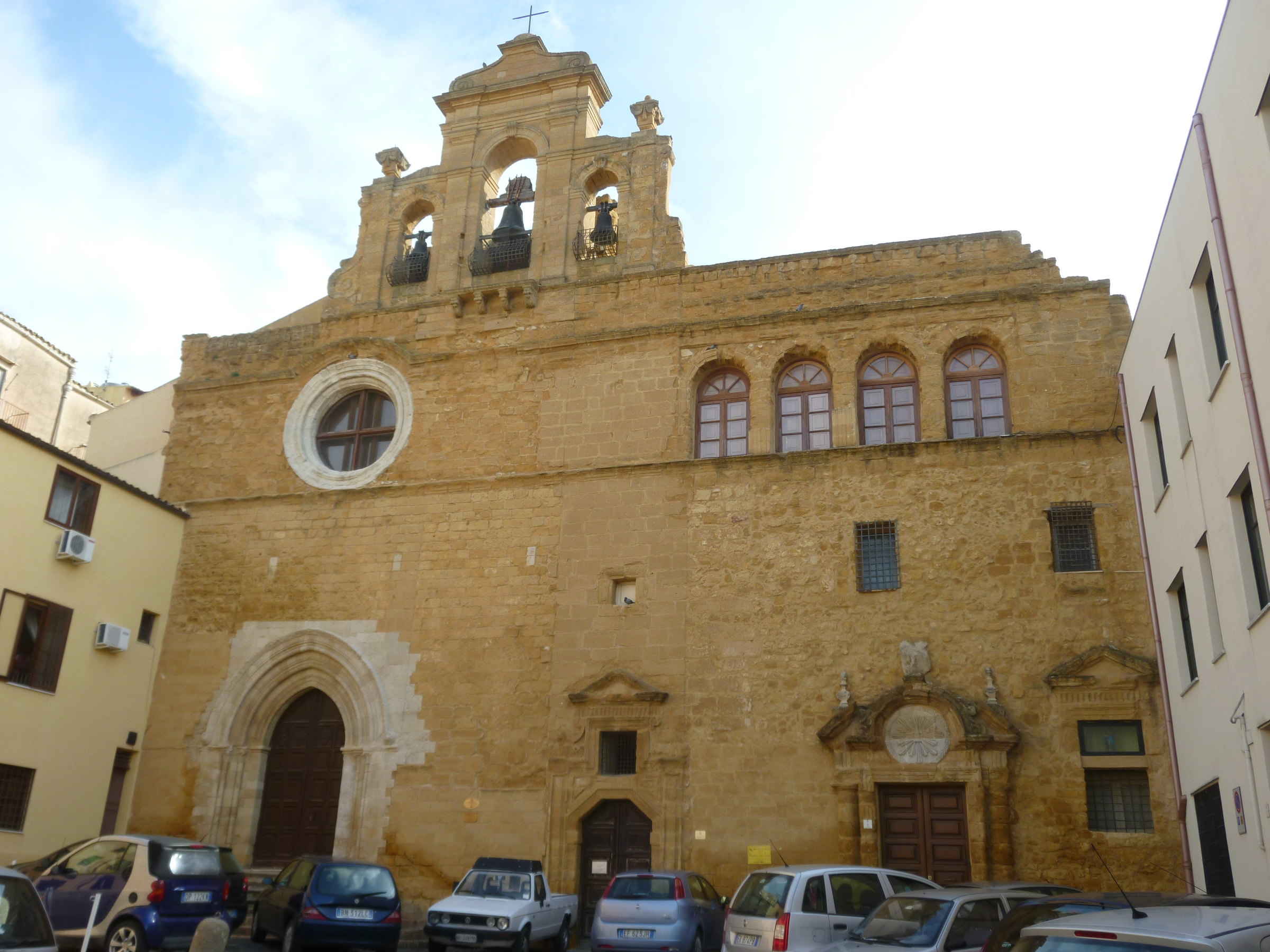
Chiesa e monastero di Santo Spirito

- Monastero di Santo Spirito,[63] sede di alcune sezioni dei Musei Civici.

#### Conventi
- Convento dei Padri Agostiniani, ospita il Museo Civico.
- Convento di San Nicola,[64] sede di alcuni ambienti del Museo Archeologico.
- Convento Chiaramontano dei francescani minori,[63][65] sede delle fabbriche chiaramontane.
- Collegio dei Padri Filippini,[59] sede della Pinacoteca. Nell'atrio sono presenti un pozzo ed una lapide Marmorea dedicata agli studenti dell'istituto tecnico caduti per la patria durante la prima guerra mondiale.
- Convento dei Padri Liguorini Redentoristi,[59] sede della casa museo arredi e arte sacra.
- Convento di San Vito. L'imponente e massiccia struttura, contraddistinta dalla sua vastità, era in origine un convento ma fu adibita a carcere della città e ampliato.[64]

#### Cimiteri
- Cimitero di Piano Gatta;
- Cimitero di Bonamorone: in esso sono ospitate tombe monumentali risalenti ai secoli precedenti, veri e propri capolavori scultorei. Tra i viali adombrati dagli alti cipressi vi sono statue, cappelle e mausolei delle confraternite agrigentine. Il maestoso Sacrario militare, dedicato ai caduti delle due guerre mondiali, sovrasta la piazza in fondo al cimitero. Sul perimetro sud, inoltre, vi è la tomba del Capitano inglese Hardcastle.[66]

### Architetture civili

#### Palazzi

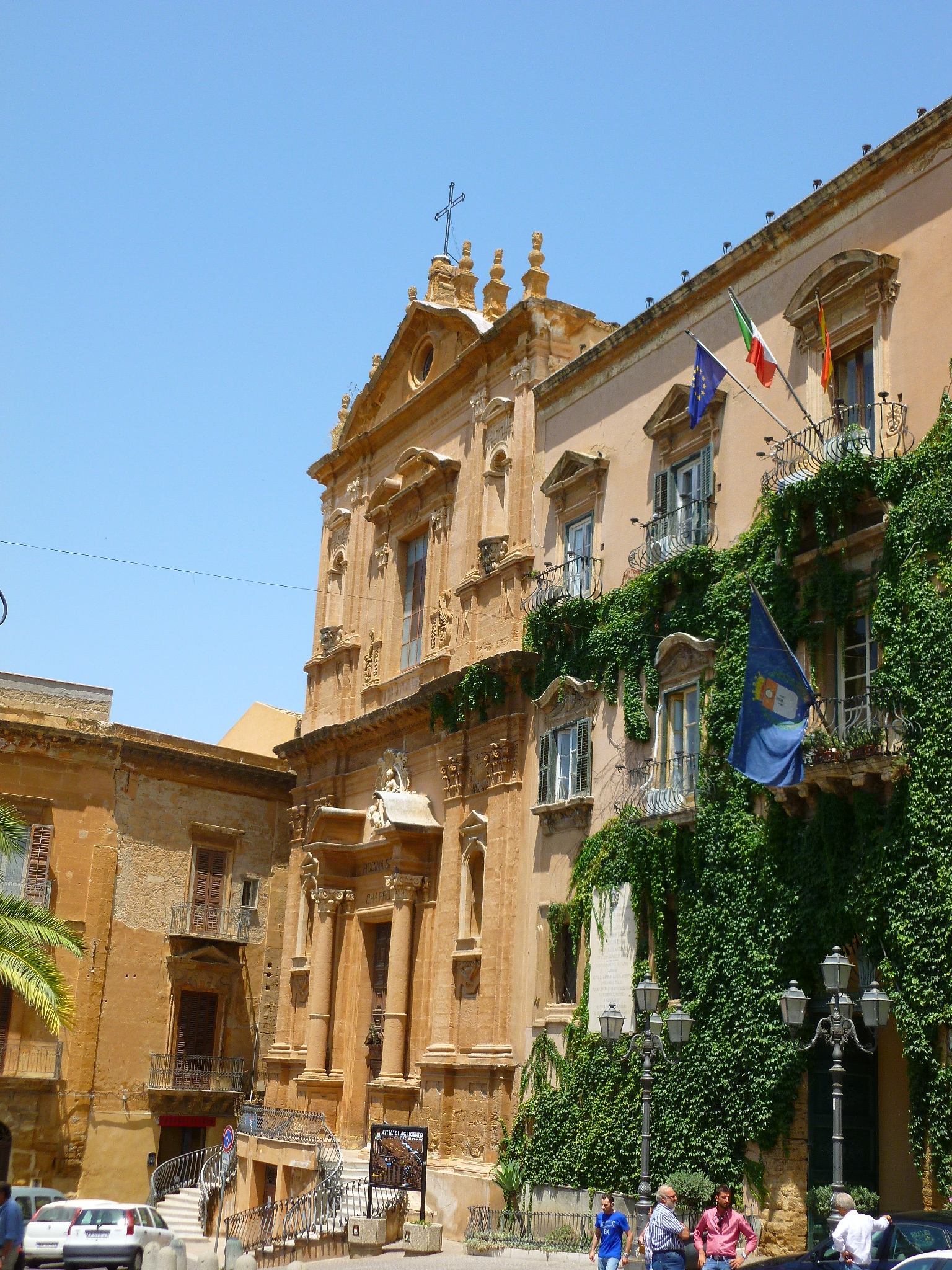
Chiesa di San Domenico e Palazzo dei Giganti, sede del comune

- Palazzo della Provincia e Prefettura, risalente al 1858,[67] sito in piazza Vittorio Emanuele. L'edificio si contraddistingue per un possente ingresso delimitato da due colonne, e da due eleganti balconi su entrambe le facciate. Al suo interno è posto l'antica Pala di San Domenico e la Pala dell'incoronazione della Vergine tra i santi, risalenti al XVII secolo.
- Palazzo della Questura, adiacente al palazzo della provincia e della prefettura in piazza Vittorio Emanuele.
- Palazzo ex Archivio Notarile. L'edificio sorge di fronte al santuario di san Calogero ed è separato dalla caserma dei Carabinieri dalla piazzetta Vadalà, sulla quale si staglia la statua di Empedocle. Oggi la struttura è sede della biblioteca comunale.
- Palazzo del Genio Civile, in Viale della Vittoria. L'edificio sorge, in linea d'aria, di fronte al palazzo della Banca d'Italia.
- Palazzo delle Poste, sito in piazza Vittorio Emanuele. L'imponente edificio, di epoca fascista, è stato costruito nel 1936 con una forma circolare che lo rende unico nel suo genere. Progettato dall'architetto Angiolo Mazzoni del Grande, progettista tra l'altro della stazione Termini. Presenta alte e possenti colonne quadrate che contribuiscono a renderne l'aspetto elegante. All'interno del colonnato sorge un monumento raffigurante alcuni soldati della prima guerra mondiale, nonché numerosi mosaici disposti verticalmente.
- Palazzo della Stazione Centrale, risalente al 1931 costruito in stile neoclassico. L'edificio sorge in Piazza Marconi e, grazie allo stile, agli edifici circostanti e al recente ammodernamento della piazza, fornisce un'immagine estremamente elegante.
- Palazzo Opera Nazionale Balilla, del 1928. La sua ubicazione a pochi metri dal palazzo delle Poste contribuisce ad accentuarne le particolari caratteristiche.
- Palazzo Grasso, sito in Piazza Marconi, a pochi metri dal palazzo della Banca d'Italia.
- Palazzo della Banca d'Italia, di epoca fascista e risalente al 1932, sorge a poche centinaia di metri dalla stazione centrale e presenta uno stile architettonico dorico.
- Palazzo Albergo Bel Vedere.
- Palazzi INCIS, in piazza Diodoro Siculo, edificati in epoca fascista. Ciascun palazzo si contraddistingue per due ingressi interni caratterizzati da colonne. Si evidenziano inoltre ornamenti e particolari decorativi.
- Palazzo delle Finanze, elegante struttura ubicata in Viale della Vittoria oggi sede dell'Agenzia delle Entrate. In origine il complesso era il più elegante ed importante hotel della Città.
- Palazzo del Genio Civile, in Piazza Vittorio Emanuele, del 1951.
- Palazzo del Banco di Sicilia.
- Palazzo INAIL, del 1954.
- Palazzo Archivio Notarile.
- Palazzo ex Ospedale di via Atenea, riedificato nel 1867. Sorge proprio all'ingresso della via Atenea, a pochi metri dalla Porta di Ponte. L'ospedale inizialmente presentava, annessa, un'importante e caratteristica chiesa, oggi lasciata all'abbandono e all'incuria. Il prospetto principale è rivolto alla via Atenea, e presenta due diversi ingressi, entrambi imponenti e realizzati in stile neoclassico, ad alcune decine di metri l'uno dall'altro. Essi sono costituiti da un portico a due colonne, che si apre ad un cortile con breve scalinata, affiancato da due pilastri.
- Palazzo Borsellino, risalente al XVIII secolo. Il palazzo si affaccia sulla via Atenea ed è ubicato esattamente di fronte al vecchio ospedale. L'edificio, che si eleva in tre piani, presenta un portale delimitato da due imponenti pilastri che sorreggono un architrave in stile dorico. Una delle maggiori caratteristiche ornamentali è rappresentata dallo stemma nobiliare della famiglia, collocato sotto l'architrave e decisamente ben rifinito. Altre rifiniture artistiche e decorative di notevole pregio rendono questo palazzo nobiliare uno dei più eleganti della città.
- Palazzo Carbonaro, del XVIII secolo. La struttura, che si affaccia sulla via Atenea e sfoggia al primo piano balconi adornati molto scenografici, è arricchita da un portale in stile neoclassico che presenta due colonne che sorreggono un architrave in stile dorico.
- Palazzo Noto-Biondi, già palazzo Sala, risalente al XVIII secolo. Il palazzo, che sorge a pochi metri dal palazzo Carbonaro, non presenta motivi architettonici di particolare interesse, ma possiede un portale a tutto sesto.
- Palazzo Costa, edificato sul finire del XVIII secolo. Il palazzo rappresenta una delle migliori espressioni del barocco agrigentino e si caratterizza, infatti, per l'imponente facciata in stile barocco. Particolari sono le balconate, impreziosite da mensole figurative.
- Palazzo Gamez, ubicato nella via omonima, presenta un portale elegante.
- Palazzo Montana, del XVIII secolo.
- Casa Granet, risalente al XIX secolo. Essa si affaccia di fronte all'ingresso secondario della Chiesa di San Francesco e presenta, al secondo piano, un insolito portico a otto colonne in stile neoclassico.
- Palazzo Celauro, risalente al XVIII secolo. Costituisce vivace espressione del barocco cittadino e presenta, al primo piano, imponenti balconi con ringhiere in ferro battuto. Davvero notevole è il portone d'ingresso, il quale però non si trova nella via maestra, ma nella perpendicolare via Celauro. Nel 1787 vi soggiornarono W. Goethe e, agli inizi del secolo XX, anche l'imperatore Francesco Giuseppe d'Austria. Per commemorare i duecento anni trascorsi dal soggiorno di Goethe è stata apposta una lapide in bronzo.
- Palazzo Pancamo, in via Atenea, sede di attività commerciali e centri culturali.
- Palazzo Bentivegna, risalente al XVIII secolo. Il palazzo è contraddistinto da un'edicola votiva raffigurante la Madonna Immacolata, riccamente decorata.
- Palazzo Caruso, edificato nel XIX secolo, con decorazioni e motivi floreali.
- Palazzo Catalisano, si caratterizza per la lapide posta in ricordo di Michele Foderà oltre che per l'eleganza del prospetto.
- Palazzo Contarini, in stile barocco con eleganti mensole adornate a sostegno dei balconi.
- Palazzo Lauricella, sul cui prospetto è posta una lapide commemorativa dell'illustre scienziato.
- Villa Giambertoni, in stile liberty.
- Casa Alajmo.
- Palazzo Vella.
- Palazzo della Camera di Commercio, realizzato nel 1851 in stile neogotico, dall'architetto Tommaso Gravanti. Presenta lo stemma della città, caratterizzato dai tre giganti che sorreggono altrettanti torri, e numerosi altri fregi e ornamenti che rendono il complesso di notevole interesse architettonico. L'edificio è oggi sede della Camera di Commercio, ma fino al 1867 fu sede del municipio della città, ospitando in seguito anche la Banca d'Italia. Il palazzo, detto anche dell'orologio, insiste sulla piazza Gallo, e ha di fronte i Palazzi dei vecchi tribunali e accanto la Palazzina dell'antico Circolo dei Nobili.
- Palazzo Galluzzo, con un elegante ingresso in stile liberty, anche "Circolo dei Nobili".
- Ex Palazzo del tribunale e della pretura.
- Palazzo ex Società operaia empedoclea.
- Circolo Empedocleo, realizzato nel 1835 in stile neoclassico su progetto di Raffaello Politi di fronte all'antica Chiesa di san Giuseppe. La struttura presenta una facciata a nove colonne sormontate da un architrave dorato. Al centro del prospetto è possibile ammirare un ricco ornamento figurativo raffigurante il filosofo akragantino Empedocle, da cui il circolo prende il nome. Insiste in cima ad una breve scalinata che si affaccia su una larga piazza.
- Palazzo dei Giganti, sito in piazza Pirandello. Fu costruito nel 1627 ed era inizialmente la residenza agrigentina della famiglia Tomasi dei Principi di Lampedusa e duchi di Palma. Vi nacque nel 1645 la beata Isabella Tomasi, figlia del Duca Santo Carlo Tomasi fondatore della città di Palma di Montechiaro nel 1637. Successivamente divenne un convento dei domenicani. A partire dal 1867 divenne sede del comune. Presenta un portale di ferro a tutto sesto e una serie di rifinite finestre e balconi ornamentali che ne fanno, al tempo stesso, una struttura compatta ed elegante. Al suo interno è possibile ammirare il teatro Pirandello. Nel prospetto del palazzo è possibile scorgere, coperte da rampicanti, diverse lapidi, dedicate ai caduti di Dogali nel 1887, agli insorti del 1848 e a Luigi Pirandello. Nell'atrio, naturale prosecuzione della Piazza Pirandello e attraverso il quale si accede al Teatro Pirandello, sono esposte due targhe dedicate al cinquantenario della morte del Premio Nobel per la letteratura ed alla intitolazione del Teatro alla sua memoria, ed un bassorilievo raffigurante Dante Alighieri.

- Palazzo Minelli.
- Palazzo Portulano.
- Palazzo Gaetani.

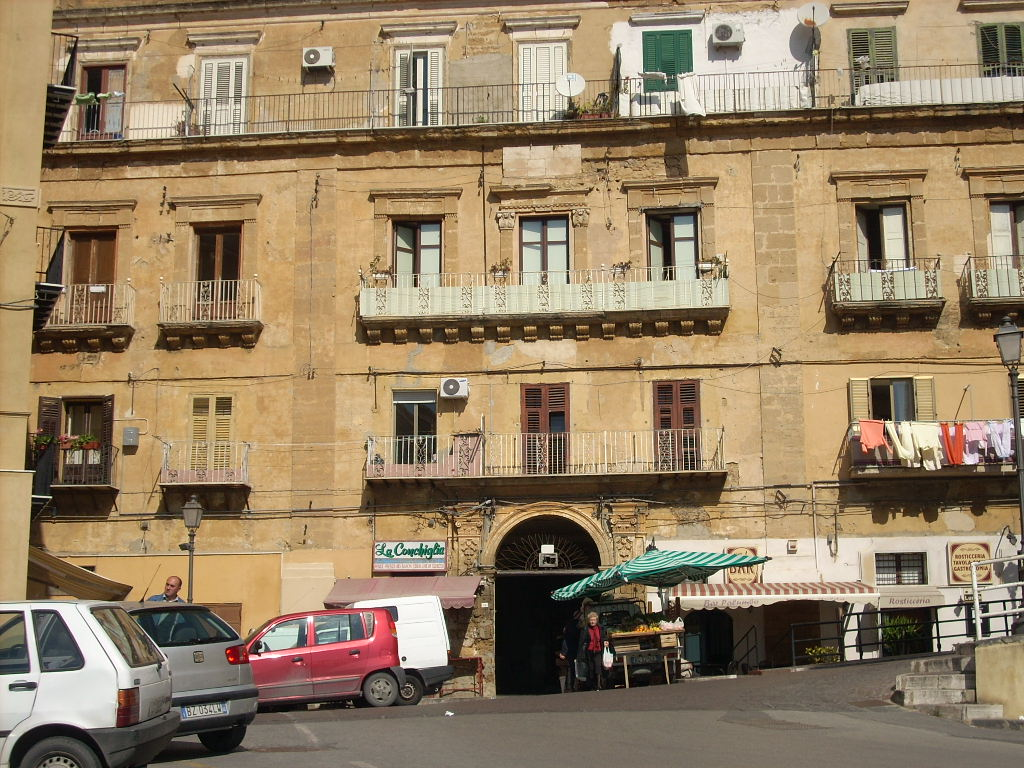
Palazzo Gaetani

- Palazzo Pujades, realizzato nel corso del XV secolo. Situato nella via Orfane, presenta un portale ad arco ribassato e due finestre bifore, in stile gotico, al primo piano.
- Palazzo De Marinis, edificato nel 1487 nella via Barone. È caratterizzato da un portone ad arco a sesto acuto, e da un mensolone di balcone molto elegante.
- Palazzo Filippazzo, risalente al Quattrocento. Importanti elementi decorativi sono le bifore in stile gotico fiorito, che ne fanno uno dei palazzi più belli del centro storico. Una di esse è impreziosita da un traforo ornamentale.
- Palazzo Tommasi, edificato intorno al 1100. Sito in piano Sanzo, ha un portale molto elegante con arco a tutto sesto delimitato da due colonne; interessanti anche le file di balconi. Il Palazzo si appresta a diventare sede di importanti mostre d'arte permanenti.
- Palazzo Di Girolamo.
- Palazzo Sala.
- Palazzo Lojacono-Maraventano, in stile barocco. Presentava un maestoso portale ed era ubicato in via Santa Maria dei Greci. Il palazzo è crollato, dopo anni di incuria e abbandono, all'alba del 25 aprile 2011.[68]
- Palazzo Lo Vetere o Del Carretto, del XVII secolo. Rappresenta una delle più significative espressioni del barocco agrigentino, con un portale ad arco a tutto sesto, e facciata arricchita da numerosi e interessanti elementi decorativi.
- Casa Quartana.
- Palazzo Cardella.
- Palazzo Barone-Celauro, risalente al XVIII secolo e ubicato in via San Girolamo.
- Palazzo ex consolato britannico, sito in via San Girolamo e caratterizzato da portale in stile neoclassico.
- Palazzo Del Campo-Lazzarini, risalente agli inizi dell'Ottocento. Si trova nella via San Girolamo, di fronte alla cosiddetta badiola piccola. Il prospetto elegante dell'edificio presenta un ampio portale, e una serie di finestre e balconi finemente rifiniti.
- Palazzo Rotolo Genuardi, già palazzo Xerri, costruito nel XVIII secolo. Sito in via Neve, presenta un portale ad arco policentrico. Fu adibito a tribunale e vi soggiornarono i principi Amedeo e Umberto.
- Palazzo Crapanzano.
- Palazzo A.n.a.s.
- Palazzo di giustizia.
- Padiglioni dell'ospedale psichiatrico, realizzati negli anni '30 del Novecento sui disegni di un paio di decenni prima dell'architetto palermitano Francesco Paolo Palazzotto.
- Liceo Classico "Empedocle", originariamente un convento. Nell'atrio è posto un mezzo busto bronzeo del filosofo Empedocle con alle spalle una lapide di marmo recante un'iscrizione in greco arcaico, relativa al pensiero del filosofo.
- Complesso ex ospedale psichiatrico, sede di numerosi uffici dell'AS).
- Villa Altieri, adiacente al Palazzo delle Finanze.
- Villa Catalisano, progettata in stile liberty da Ernesto Basile. La villa fu, per breve tempo, residenza di Luigi Pirandello.
- Villa Crispi, in stile liberty con caratteristici leoni in marmo nel vialetto.
- Villa Carrano, in stile neoclassico, risale alla seconda metà del XIX secolo.
- Villa Genuardi, sede della ex facoltà di lettere e filosofia, fu per un periodo un lussuoso hotel della città, l'Hotel des Temples.
- Villa Aurea, sede dell'antiquarium documentario. Nel cortile della villa è posto un busto bronzeo dedicato ad Alexander Hardcastle, del quale la villa è stata dimora personale dal 1920 fino alla morte, avvenuta nel 1933.
- Casa Morello, sede dell'antiquarium delle fortificazioni.
- Casa Barbadoro, sede dell'antiquarium iconografico.
- Casa Pace, sede dell'antiquarium paleocristiano-bizantino.
- Casa Caruso, in stile liberty, è sita nella borgata di San Leone.
- Casa Caratozzolo, in stile liberty, è sita nella borgata di San Leone.

### Architetture militari
- Caserma e comando provinciale Carabinieri Biagio Pistone, realizzata nel 1908 in piazza Vittorio Emanuele.
- Comando provinciale Guardia di Finanza, sito in piazza Gallo in un elegante palazzo che fu importante hotel cittadino, l'hotel Bretagna.
- Caserma Guardia di Finanza Antonio Mosto, sita nel complesso dell'ex distretto militare in piazza San Giacomo. Sul prospetto è posta una lapide marmorea alla memoria di Tommaso gallo Afflitto.
- Comando Logistico della Guardia di finanza, posto alla Rupe Atenea.
- Castello di Girgenti, ospitò un carcere.
- Sacrario Militare ai caduti della prima e della seconda Guerra Mondiale, sito nel cimitero monumentale di Bonamorone.

### Altro

#### Monumenti scultorei
- Statua di Empedocle, in Piazzetta Vadalà tra la sede della Biblioteca e la Caserma dei Carabinieri. Consiste in una statua bronzea, raffigurante il filosofo circondato dagli elementi caratterizzanti la sua filosofia, collocata su un massiccio basamento marmoreo sul quale è incisa la celebre frase: 'erano sempre e sempre saranno nel tempo infinito'.
- Monumento a Don Bosco, in Piazza Plebis Rea. Si tratta di un gruppo bronzeo, che ritrae Don bosco circondato da giovani studenti, di cui è protettore.
- Monumento ai caduti della Grande Guerra. Presenta un possente contorno cilindrico al centro del quale spicca un obelisco in marmo al cui apice è posto un grande angelo di bronzo raffigurante la vittoria patria. Sul basamento dell'obelisco vi sono, in ciascuna delle quattro facciate, i nomi dei soldati caduti durante la grande guerra. Sul secondo livello del basamento sono invece raffigurate due scene: la prima rappresenta un contadino che conduce un aratro trainato da buoi; la seconda invece riporta un soldato italiano che trafigge un soldato austriaco.
- Monumento alla Vittoria nella Grande Guerra, nel Colonnato del Palazzo delle Poste in Piazza Vittorio Emanuele. È un imponente gruppo scultoreo di pietra arenaria, raffigurante al centro la dea patria e, ai lati, quattro fanti in posizione di riposo.
- Monumento ai caduti della Battaglia di Imera del 480 a.C., una stele marmorea, sulla quale è incisa, sia in italiano che in greco, una frase commemorativa dei caduti della battaglia che segnò le sorti della Sicilia.
- Monumento ai caduti negli attentati dell'11 settembre, collocato presso la Villetta Romano.
- Statue delle stagioni, in marmo bianco. Originariamente poste all'interno di Villa Garibaldi, oggi scomparsa, sono ora collocate all'interno della Villa del Sole.
- Giardino di Empedocle, gruppo scultoreo realizzato interamente in bronzo e caratterizzato da quattro sculture raffiguranti, rispettivamente l'aria, l'acqua, il fuoco e la terra, ossia gli elementi della filosofia del filosofo akragantino Empedocle. Le opere d'arte sono collocate all'interno del giardino del Museo Archeologico San Nicola.
- Busto di Venere all'interno del giardino del Museo Archeologico San Nicola.
- Evadne, opera in pietra lavica collocata nella salita Sciascia Contrino. Si tratta di un'opera d'arte che rappresenta il mito di Evadne, figlia di Poseidone e sedotta da Apollo narrato da Pindaro.
- Leone dormiente, in Piazza Purgatorio. Rappresenta l'ingresso monumentale all'ipogeo del Purgatorio. È costituito da un leone in marmo bianco, rappresentato in posizione dormiente, collocato in cima a due colonne in stile neoclassico.
- Il pensiero di Empedocle, due gruppi scultorei collocati nelle piazze Lena e San Giuseppe che narrano i punti cardine della filosofia empedoclea.
- Croce posta in ricordo della visita di Papa Giovanni Paolo II, in piano San Gregorio.
- Icaro caduto, statua in bronzo, sita ai piedi del Tempio della Concordia, nella via Sacra.
- L'amazzone, statua in bronzo su basamento marmoreo in Piazza Marconi.
- Stele di Pertini, collocata nella villetta a lui dedicata.
- Statua della Madonna, nel Porticciolo Turistico.
- Statua dell'Angelo della Valle, in piazza Hardcastle.
- Monumenti d'arte contemporanea, nella Villa Pertini.
- L'origine della vita, opera d'arte contemporanea in piazza Plebis Rea.
- Statua di San Gerlando, in piazzetta Alajmo, in una nicchia ricavata sul prospetto di uno dei palazzi prospiciente la piazza.
- Statua di San Calogero, in Piazzetta San Calogero, collocata all'interno della nicchia sul prospetto del Santuario dedicato al Santo.
- Statua della Madonna col Bambino", sita nella nicchia collocata sul versante Nord del campanile della Basilica di San Francesco.
- Statua di San Francesco, collocata nella nicchia della facciata della Basilica di San Francesco.
- Statua della Madonna, collocata nella nicchia ricavata sul prospetto della Chiesa della Badiola.
- Busto di Garibaldi, collocato nei Giardini di Porta di Ponte, in marmo bianco.
- Busto Romano, nei Giardini di porta di Ponte, in bronzo.
- Busto di Nicolò Gallo, posto nei Giardini di Porta di Ponte, in bronzo.
- Busto di Luigi Pirandello, un tempo collocato in Villa del sole, poi spostato, in occasione delle celebrazioni in onore dell'anniversario dei 150 dalla nascita dell'autore, nella omonima piazza. La scultura, opera dell'artista Tumminello, è in bronzo.
- Busto di Luigi Pirandello, nella casa natale, in bronzo.
- Busto di Alexander Hardcastle, posto nel giardino di Villa Aurea, in bronzo.
- Busto di Don Guanella, collocato in piazza Don Guanella, in bronzo.
- Busto di Monsignore Celona, collocato in Largo Celona, in marmo bianco.

#### Fontane
- Fontana Gebbia, nel parco archeologico.
- Fontana storica di Bonamorone, nel quartiere di Bonamorone. Presenta sul lato principale un arco in marmo mentre ai lati si estende una grande vasca.
- Fontana ai Caduti, dedicata ai caduti della Grande Guerra. Si trova all'ingresso principale della Villa Bonfiglio. La fontana ha forma circolare e, al centro, presenta un grande obelisco in marmo al cui apice è posto un grande angelo di bronzo raffigurante la vittoria patria. Sul basamento dell'obelisco vi sono, in ciascuna delle quattro facciate, i nomi dei soldati caduti durante la grande guerra. Sul secondo livello del basamento sono invece raffigurate due scene: la prima rappresenta un contadino che conduce un aratro trainato da buoi; la seconda invece riporta un soldato italiano che trafigge un soldato austriaco.
- Fontana dei Giganti recante lo stemma della Città, sita nella Villa Casesa (Giardini di Porta di Ponte). La fontana è in marmo ed è a forma circolare presenta tre livelli la cui ampiezza degrada in altezza. Sul livello più alto è posta una raffigurazione scultoria rappresentante un putto che stringe un drago che sputa l'acqua.
- Fontana dei Draghi, ubicata in piazza Don Guanella. Ha una grande vasca a forma ottagonale, mentre al centro vi sono delle raffigurazioni di draghi dal cui apice sgorga un getto d'acqua.
- Fontana della Stazione, in stile razionalista ubicata nei giardini della stazione di Piazza Marconi. La fontana è a forma circolare e ha due livelli.
- Fontana del giardino del Convento di San Vito, in tre livelli, sita nel giardino esterno dell'ex convento.
- Fontana Grande Villa del sole, sita nella Villa. Presenta una grande vasca con cascate artificiali. Si caratterizza per la presenza di due statue in marmo bianco che rappresentano le stagioni.
- Fontana Piccola Villa del sole, di forma rettangolare. Reca lo stemma in ceramica della Città.
- Fonte Villa del sole, composta da un bassorilievo.
- Fontana Villa Pertini. Presenta una base realizzata in pietra.
- Fontana del pozzo, nella salita Madonna degli angeli. Presenta le forme di un antico pozzo artesiano.

#### Piazze
- Piazza Cavour, presso il Viale della Vittoria. Anticamente era presente nella piazza un'imponente statua dedicata a Camillo Benso Conte di Cavour.
- Piazza Marconi, già Piazzale Roma e detta anche Piazza Stazione. Oltre la Stazione Centrale, al cui interno vi sono la fontana in stile razionalista e un monumento in bronzo, vi si affacciano il Palazzo della Banca D'Italia e, il Palazzo antico del Genio Civile, sul cui prospetto laterale è posta un'edicola votiva delimitata da due colonne. Inoltre in alto è possibile scorgere la Chiesa di San Pietro.
- Piazza Vittorio Emanuele. La piazza ospita il Palazzo delle Poste, il Palazzo della Questura, il Palazzo della Provincia e Prefettura, il Palazzo Balilla, il Nuovo Palazzo del Genio Civile.
- Piazzale Aldo Moro. Vi si affacciano la sede Centrale del Banco di Sicilia, la Caserma dei Carabinieri Biagio Pistone, la Biblioteca comunale e il santuario di San Calogero. Il piazzale è adornato dai quattro Giardini degli sgherri.
- Piazzetta Vadalà, sita nel piazzale Aldo Moro, nella quale si trova la statua del filosofo akragantino Empedocle.
- Piazzetta San Pietro, ove si trova l'omonima Chiesa di stile barocco. Al centro della piazza, che si affaccia sulla Valle dei templi, è posto una aiuola con figure geometriche realizzate in tufo. Oggi la piazzetta è dedicata al fondatore dell'opus dei, J. M. Escrivá, come ricordato è una targa marmorea. Inoltre su di essa di affaccia la casa di Luigi Pirandello, ove è stata posta una lapide marmorea commemorativa.
- Piazza San Francesco, così chiamata poiché vi si affaccia la Basilica dell'Immacolata (o Chiesa di san Francesco), sul cui prospetto principale spicca la statua in marmo dedicata al Santo protettore d'Italia, sia al Convento dei Frati Francescani Minori, che ospita oggi le cosiddette Fabbriche Chiaramontane. Sul lato orientale della chiesa è possibile scorgere una lapide in bronzo che ricorda le vittime di un bombardamento avvenuto durante la seconda guerra mondiale e nel quale persero la vita numerosi agrigentini che cercavano scampo nei rifugi della chiesa. Nella scalinata attigua è invece posta una scultura dedicata al modo di Evadne, narrato dal poeta greco Pindaro.
- Piazza San Lorenzo, detta anche del Purgatorio. In essa si trova l'ingresso monumentale di uno dei più importanti e lunghi ipogei dell'antica Akragas. All'ipogeo si accede attraverso un portale costituito da due colonne sormontate da un leone bianco dormiente. Nella Piazza sorge una delle più antiche chiese di Agrigento, la barocca Chiesa di san Lorenzo e l’attigua Chiesa di Santa Rosalia, anch'essa in stile barocco. Nel prospetto della Chiesa di San Lorenzo sono presenti due lapidi in marmo che ricordano i moti rivoluzionari del popolo italiano e i martiri caduti in nome della bandiera. Dalla piazza è possibile scorgere un manifesto elettorale in marmo, incastonato sul prospetto di un palazzo, che reca l'invito a votare per la repubblica, con il simbolo del partito repubblicano, in occasione del referendum per l'abrogazione della monarchia.
- Piazza Gallo. Vi si affacciano il Palazzo del Circolo dei Nobili, il Palazzo dell'orologio, il Palazzo del Comando della Guardia di Finanza, il Palazzo degli ex Tribunali.
- Piazzetta Lena, un tempo sede della vucciria, l'antico mercato del pesce. Oggi la Piazza è Isola pedonale e al suo interno sono state collocate delle sculture che, in un unico filo conduttore con la piazza san Giuseppe, riprendono le linee essenziali della filosofia di Empedocle, in particolare l'amore e il kaos. In essa prospetta il Palazzo dove oggi ha sede un albergo e altri edifici di notevole pregio artistico.
- Piazzetta Cacciatore, presso la quale vi è casa Alajmo, con una targa commemorativa in ottone, ed inoltre vi sono, sulle facciate dei palazzi, alcune edicole votive. All'interno di una nicchia ricavata sul prospetto del palazzo che un tempo ospitava un noto istituto di credito, è stata posta una statua dedicata al Santo Patrono Gerlando. Dalla piazzetta si accede alla via neve, conosciuta come via degli artisti, ove oggi è ricordata con una targa proprio all'imbocco della piazzetta la poetessa Linder.
- Piazza San Giuseppe, nella quale sorge l'omonima Chiesa di stile barocco e prospetta il Circolo Empedocleo, con l'inconfondibile stile neoclassico e il bassorilievo raffigurante Empedocle. La piazza è stata nel 2015 oggetto di un imponente progetto di restauro e riqualificazione, grazie al quale è stata resa Isola pedonale. In essa è stata collocata un'opera artistica che simboleggia i quattro elementi della filosofia di Empedocle.
- Piazza Pirandello, dedicata al personaggio più illustre della città, il premio Nobel per la letteratura Luigi Pirandello in occasione del centenario della sua nascita. Vi si affacciano palazzo dei Giganti, oggi sede del comune e un tempo convento dei padri dominicani, la Chiesa di san Domenico, il Palazzo dei Montaperto, il Collegio dei Padri Filippini e il Palazzo (ex convento degli agostiniani) sede del museo civico. Da essa si accede, attraverso l'ingresso del Palazzo dei Giganti, al Teatro Luigi Pirandello. Sul prospetto del Palazzo dei Giganti sono poste due lapidi commemorative in marmo dedicate ai caduti di Dogali del 1887 e ai moti rivoluzionari del 1848, e una lapide che celebra il centenario della nascita di Luigi Pirandello. Nel chiostro del palazzo, sono collocate due targhe marmoree che ripercorrono le tappe di costruzione e ridenominazione del teatro ed una targa bronzea raffigurante il celebre Porta Dante Alighieri con il Pino di Pirandello sullo sfondo.
- Piazza Sinatra, nella quale sorgono il Palazzo Gaetani, il Convento dei padri agostiniani sede del Museo Civico, il Palazzo dell'Associazione Nazionale Finanzieri e il Palazzo ove ha sede la biblioteca cinema cultura e spettacolo Efebo d'Oro. Sul suo prospetto una lapide marmorea ricorda il centenario della nascita del Sinatra.
- Piazza Duomo. Vi si trova la scalinata dell'entrata principale del Duomo e, di fronte, l'imponente complesso architettonico del Seminario Arcivescovile, già palazzo Steri. Sul lato sud della piazza, è possibile scorgere un'edicola votiva dedicata alla Madonna Immacolata.
- Piazza San Giacomo, nella quale sorgono la chiesa di San Giacomo e il complesso dell'ex distretto militare.
- Piazza Ravanusella, nella quale sorge la barocca chiesa dell'Assunta, impropriamente detta di Santa Lucia e, a pochi passi da essa, la Porta Panitteri.
- Piazza Diodoro Siculo, nella quale si trovano i Palazzi I.N.C.I.S. e una statua dedicata a Padre Pio.
- Piazza Plebis Rea. La piazza prende il nome dalla antica porta araba, la porta dei venti. Costituiva l'accesso più alto della cittadella arabo normanna. Ancora oggi è possibile scorgere i resti delle antiche mura medievali. La piazza ospita inoltre un monumento bronzeo dedicato a San Giovanni Bosco ed un monumento di arte contemporanea denominato l'origine della vita.
- Piazza Don Guanella, nella quale si trovano la Fontana dei draghi, un mezzo busto dedicato proprio al Don Guanella ed una statua dedicata a Padre Pio.
- Piazza Antonio Fosso, dedicata a un granatiere della Prima Guerra Mondiale.

#### Porte

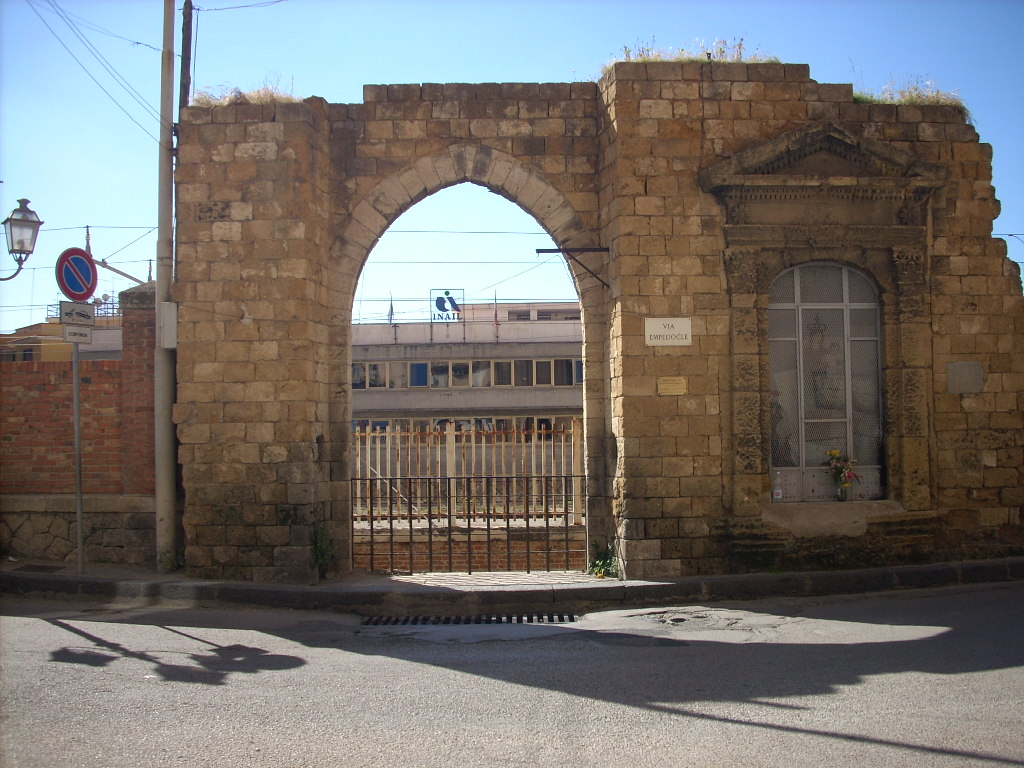
Porta Panitteri

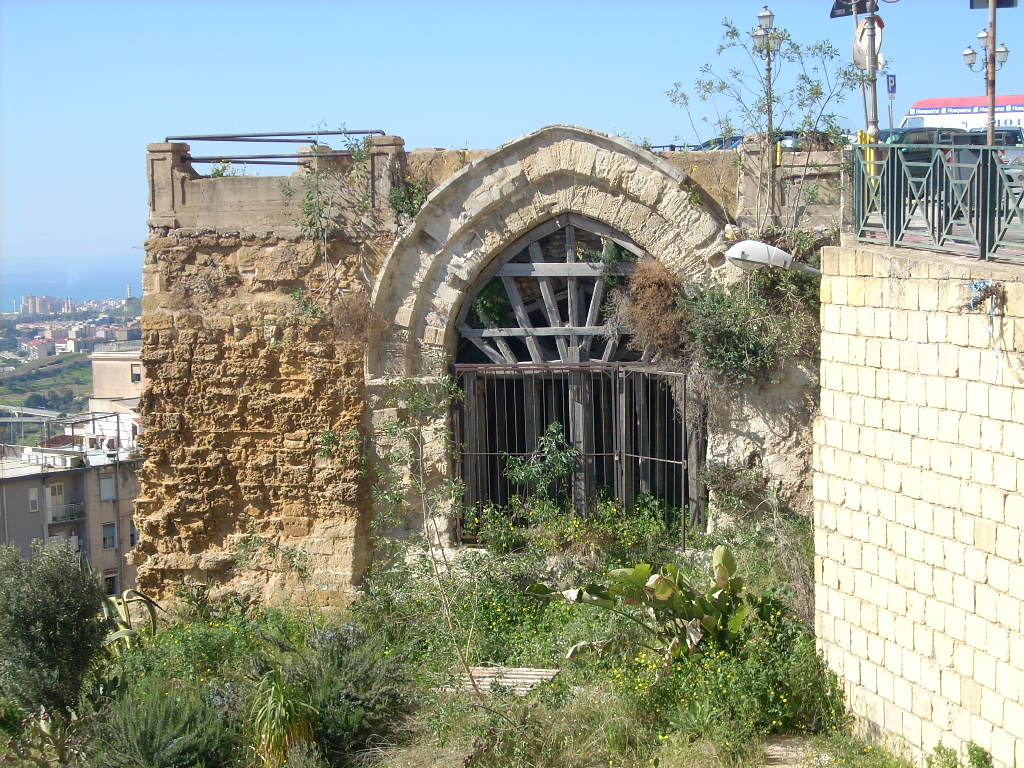
Porta dei Saccajoli

- Porta di ponte, edificata nel 1868, su progetto di Raffaello Politi, sui resti della precedente porta saracena con ponte levatoio risalente al XIV secolo. Il monumento è realizzato in stile neoclassico e presenta da una parte lo stemma odierno della città, dall'altra lo stemma della città greca. La porta di Ponte costituisce l'ingresso monumentale alla Via Atenea, detta il salotto della città, e sede di numerose attività commerciali, negozi, boutique ed eleganti ristoranti, nonché di alcuni Monumenti della Città.
- Porta Panitteri, riedificata nell’XI secolo poco distante dall'originale, distrutta per il completamento dei lavori inerenti alla Stazione Centrale. È composta da un arco in stile gotico e accanto presenta, su una parte dell'antica cinta muraria, un'edicola sacra dedicata alla Madonna del Lume. La porta si trova in Via Empedocle, a poche centinaia di metri dalla Stazione Centrale.
- Porta dei Saccajoli, edificata nel XVI secolo con un arco gotico e al suo interno venne collocata un'edicola sacra dedicata alla Madonna del Porto Salvo e successivamente a Santa Lucia. Oggi appare parzialmente interrata, ma comunque visibile e raggiungibile.
- Porta di Mare, oggi è interrata ma comunque visibile. Fu edificata nel XV secolo.

#### Viadotti
Nella valle dei Templi si trova il viadotto Akragas che collega le frazioni di Villaseta e Monserrato.

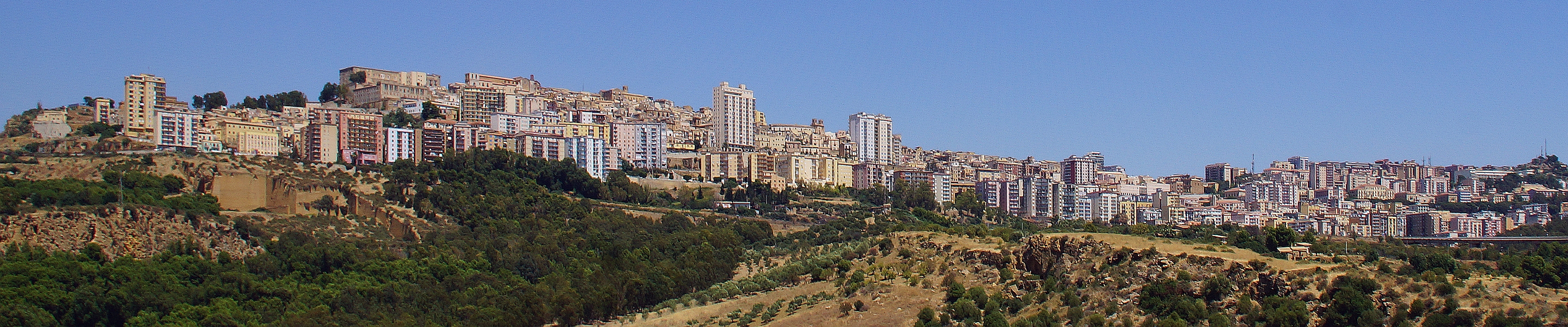
Panorama di Agrigento (2014)

#### Lapidi commemorative
Agrigento è ricca di lapidi e targhe commemorative dedicate a personaggi illustri o eventi storici significativi. La maggior parte di esse sono in marmo e si possono ammirare sulle facciate di palazzi nobiliari, chiese o piazze. Altre invece sono in bronzo. Tra esse le principali sono:
- Michele Foderà, in marmo posta sul prospetto della casa natale, in via Atenea
- Giuseppe Lauricella, in marmo posta sul prospetto della casa natale, in via Atenea
- Luigi Pirandello, in marmo posta sul prospetto della casa della sua infanzia, nell'omonima via
- Luigi Pirandello, in marmo posta sul prospetto di palazzo dei Giganti nell'omonima piazza
- Papa Leone XIII, in marmo posta sul prospetto di palazzo Montaperto, in piazza Pirandello
- J. Wolfgang Goethe, in bronzo posta sul prospetto di palazzo Celauro, dove venne ospitato, in via Celauro
- Dante Alighieri, in bronzo posta nell'atrio esterno del teatro Pirandello, in piazza Pirandello
- Sinatra, in marmo posta sul prospetto di un palazzo, nell'omonima piazza
- Giuseppe Picone, in marmo, sita in via Picone
- Josemaria Escrivà, in marmo, sita in piazza Escrivà
- Saragat, sita sul prospetto del Circolo dei nobili in piazza Gallo
- Tommaso Gallo Afflitto, in marmo, sita sul prospetto della caserma della Guardia di finanza in piazza San Giacomo
- Sciascia e Contino, in bronzo, collocata sul prospetto della basilica dell'Immacolata
- Papa Giovanni Paolo II, in marmo, sita in via Imera

#### Teatri
- Teatro Luigi Pirandello, teatro comunale di Agrigento. Vi si accede attraversando il chiostro del Palazzo dei Giganti. Già intitolato alla Regina Margherita, fu costruito nel 1870 e inaugurato nel 1881. L'attuale intitolazione a Luigi Pirandello fu decisa per celebrare il X anniversario della morte del Premio Nobel. Una delle decorazioni più significative del teatro era certamente il sipario, rappresentante il valoroso atleta akragantino Esseneto che ritorna vincitore da Elea e dipinto dal pittore messinese Luigi Queriau. L'opera andò perduta o distrutta durante il lungo periodo di chiusura. Nel 2007 il produttore agrigentino Francesco Bellomo ha donato un nuovo sipario, realizzato con le stesse tecniche dell'epoca, che riproduce l'affresco originale. Il soffitto e il frontale dei palchi è invece il frutto della preziosa e raffinata opera dei tre artisti milanesi Giuseppe Sacco, Giovanni Belloni e Antonio Tavella, che hanno elegantemente decorato l'interno del teatro. La progettazione dell'opera si deve all'agrigentino Dionisio Sciascia con il notevole e prestigioso contributo di Giambattista Basile. Nel foyer del teatro sono esposti il busto di Zeus, anticamente posto nella Villa Garibaldi, il busto dedicato a Luigi Filippo, quello di Luigi Pirandello e numerose targhe, tra le quali quelle testimonianti la decisione del senato agrigentino di edificare il teatro e quella di intitolarlo alla Regina Margherita. Altre targhe ricordano l'intitolazione del foyer all'attore agrigentino Montalbano, la riapertura del teatro alla presenza di Oscar Luigi Scalfaro e la restituzione dell'antico sipario raffigurante “la vittoria di Esseneto”.[69][70]
- Teatro della Posta vecchia. Il piccolo teatro sorge negli immobili che, nella seconda metà del XIX sec. furono dati in locazione dal marchese Giambertoni alle Regie Poste e Telegrafi.
- Teatro della Valle dei Templi, collocato nel cuore del Parco Archeologico della Valle dei Templi in un suggestivo contesto.
- Palacongressi, sito nella frazione di Villaggio Mosè.

### Beni archeologici

Tempio greco di Concordia, Agrigento

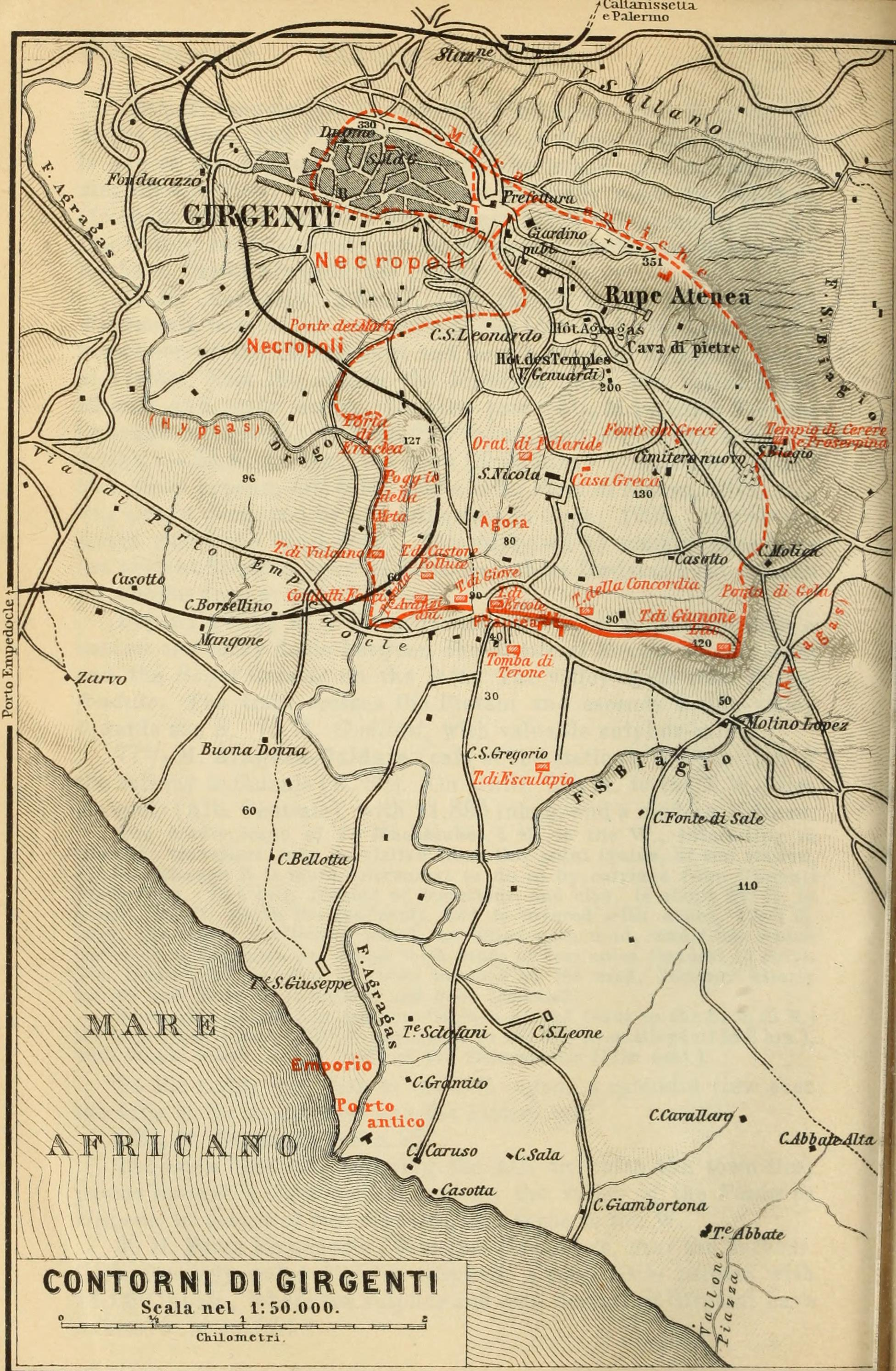
Contorni della città antica

Il sito archeologico più importante è la Valle dei Templi, risalente al periodo ellenico, con i resti di dieci templi in ordine dorico, tre santuari, una grande concentrazione di necropoli (Montelusa; Mosè; Pezzino; necropoli romana e tomba di Terone; paleocristiana; Acrosoli), varie opere idrauliche (giardino della Kolymbetra e gli ipogei), fortificazioni, parte di un quartiere ellenistico-romano costruito su pianta greca e due importanti luoghi di riunione: l'Agorà inferiore (non lontano dai resti del tempio di Zeus Olimpio) e l'Agorà superiore (che si trova all'interno del complesso museale); vi sono anche un Olympeion e un Bouleuterion (sala del consiglio) di epoca romana su pianta greca. Il Parco archeologico della Valle dei Templi è il complesso archeologico più vasto al mondo (c.a. 1300 ha).
Il tempio di Zeus Olimpio era il più grande tempio della Magna Grecia.
Altro sito archeologico importante è la Rupe Atenea, il punto più alto dell'antica città di Akragas, dove sono stati rinvenuti resti di un frantoio ellenistico, e sulle sue pendici sud-ovest è conservato uno dei numerosi templi delle divinità ctonie, incorporato nella chiesetta medievale di San Biagio.
Il sito dove poi sorse la città di Akragas, potrebbe essere stato il luogo dove sorgeva la città di Kamikos, prima e più potente città sicana guidata dal leggendario Kokalos, il re che ospitò Dedalo dopo la sua fuga dal labirinto di Cnosso a Creta. La leggenda afferma che Minosse, rintracciato Dedalo alla corte di Kokalos, partì per la Sicania per farsi consegnare il geniale architetto e ucciderlo, venendo ucciso dalle figlie del re sicano dopo essere stato attirato con un tranello.

### Aree naturali
- Villa Bonfiglio, nel cuore del Viale della Vittoria. Si tratta della più grande villa cittadina, comprensiva di spazi verdi, percorsi salutistici e atletici e una pista di pattinaggio. All'ingresso principale della villa si staglia l'imponente monumento dedicato ai caduti della Grande Guerra. Il monumento presenta una grande fontana a forma circolare, con al centro un obelisco al cui apice è collocato un angelo. La base dell'obelisco è cubica e presenta due diverse rappresentazioni scultoree: la prima raffigura un episodio di vita rurale, con un contadino che guida i suoi buoi e l'aratro; l'altra raffigura invece un episodio bellico, nel quale un soldato italiano uccide col calcio del fucile un milite asburgico. Nella base cubica dell'obelisco sono incisi i nomi dei soldati caduti al fronte.
- Villa del Sole, la seconda villa cittadina per estensione. All'ingresso principale della villa è possibile ammirare una fontana con statue raffiguranti le stagioni. All'interno vi sono altre due fontane, una composta da un bassorilievo dal quale sgorga acqua, l'altra da una vasca a forma rettangolare recante lo stemma della città. Nella parte più elevata della villa, è stato posto un massiccio mezzo busto dedicato a Luigi Pirandello poi trasferito nell'omonima piazza. Nella villa vi sono anche delle gabbie destinate ad accogliere diverse specie di animali e un campetto polivalente. Lungo il percorso della villa sono poste delle ceramiche commemorative di opere di Pirandello.
- Belvedere Antonio e Pietro Arancio, al viale della Vittoria.
- Villa Lizi, sita tra la fine del viale della Vittoria e la via Giovanni XXIII.
- Belvedere Natale D'Agostino, in via Empedocle.
- Villa Pertini, sita a San Leone. In essa si ammirano una fontana, una stele dedicata al Presidente della Repubblica Sandro Pertini e una scultura d'arte contemporanea.
- Quattro villette di Porta di Ponte, dette ville degli Sgherri. Sono poste in piazzale Aldo Moro. La prima delle villette è intitolata a Rosetta Romano, e si caratterizza per la presenza di due mezzi busti: il primo dedicato a Rosetta Romano; il secondo a Giuseppe Garibaldi. Questo mezzo busto si trovava un tempo all'interno di Villa Garibaldi. In una delle aiuole, accanto a un albero di melograno, è stato collocato un cippo di marmo in memoria degli attentati terroristici delle Torri Gemelle. All'interno del giardino, si trova una tomba "sicana", collocata da Sir A. Hardcastle. La seconda villetta è dedicata a Casesa e, al suo interno, è collocata una fontana decorata con lo stemma della città. Il nome di Casesa, politico ed amministratore della città per alcuni decenni, si legge in una targa in marmo posta proprio all'ingresso del giardino. La terza villetta offre invece una scritta di benvenuto, realizzata con pietra arenaria e composizioni floreali, e il mezzo busto di Nicolò Gallo. La quarta villetta presenta mura perimetrali decorate con vasi ornamentali, mentre al centro si trovano una fontana e delle fioriere. Ciascuna delle villette si caratterizza per la presenza di un chiosco.
- Villetta Ettore Majorana, sita a pochi passi dalla fontana di Bonamorone.
- Parco dell'Addolorata, vasta area verde, sorta sull'antico quartiere dell'Addolorata raso al suolo dalla frana del 1966. Al suo interno sono presenti due piste di pattinaggio, un anfiteatro, e una struttura a forma piramidale.
- Area Naturale ed Archeologia Rupe Atenea.
- Parco archeologico della Valle dei Templi. Dal 1997 l'intera zona è stata inserita nella lista dei patrimoni dell'umanità redatta dall'UNESCO. È considerata un'ambita meta turistica, oltre ad essere il simbolo della città e dell'isola. Il parco archeologico e paesaggistico della Valle dei Templi, con i suoi 1300 ettari, è uno dei siti archeologici più grandi del Mediterraneo.[72]
- Giardino della kolimbetra.
- Lungomare Falcone-Borsellino.
- Litorale di San Leone.
- Lido Caos.
- Punta Bianca.
- Bosco contrada Maddalusa.
- Parco Letterario Luigi Pirandello.
- Giardino botanico, in cui è sono conservati anche alcuni reperti botanici del museo di storia naturale Empedocle.
- Orto di Goethe.

## Società

### Evoluzione demografica
Abitanti censiti

### Etnie e minoranze straniere
Al 31 dicembre 2023 la popolazione straniera era di 2626 persone, pari al 4,74% degli abitanti. Di seguito sono riportati i gruppi più consistenti: 
- Senegal 474
- Marocco 364
- Romania 335
- Tunisia 222
- Nigeria 152
- Bangladesh 119
- Cina 114
- Gambia 74
- Somalia 64
- Pakistan 62

### Religione
Sebbene il patrono ufficiale della città sia San Gerlando, è a San Calogero che sono tributati gli onori maggiori. Per il Santo Nero la città si mobilita le prime due domeniche di luglio: la processione, a spalla, è accompagnata dalle grida dei fedeli, dai canti e dalla banda, sulle note incessanti della marcia “La Zingarella”.
A dicembre si svolgono le tradizionali novene per le strade della città.
La settimana Santa è vissuta in città con devozione e ammirazione dei fedeli verso i simulacri della Madonna Addolorata e del Gesù agonizzante e la "vara" ovvero l'urna del Signore.

### Lingue e dialetti
La prima lingua parlata ad Agrigento fu lingua del popolo sicano ma di essa restano pochissime testimonianze. Il sicano fu abbandonato per il dialetto dorico, una delle varietà del greco antico. I greci fondarono infatti la città di Agrigento dandole il nome di Ἀκράγας (Akràgas, "terra elevata"). Dopo molti tentativi falliti, i Cartaginesi riuscirono a impossessarsi della città, e da qui partirono le prime influenze arabe, influenze che si riscontrano anche oggi nel dialetto agrigentino. Successivamente passò ai Romani, per cui la conquista di Akràgas fu molto importante. Essi la rinominarono Agrigentum. La città per loro era fonte di ricchezza perché dal territorio ricavarono tufo, salgemma, minerali, zolfo, spezie orientali e una grande quantità di grano, uva e olive. Già da prima della caduta dell'Impero romano i Cartaginesi, gli arabi, i barbari asiatici e del medio oriente premevano sulla città fino a quando l'Impero crollò e questi conquistarono tutta la Sicilia. Gli arabo-berberi rifondarono la città che venne chiamata prima Kerkent e poi Gergent. In seguito la città venne occupata prevalentemente dalla componente berbera dei dominatori, divenendone di fatto la "capitale" in Sicilia, sempre in contrapposizione con gli arabi di Palermo.

### Tradizioni e folclore
La città di Agrigento durante l'arco dell'anno ospita varie manifestazioni molto interessanti tra le quali la Festa del mandorlo in fiore una delle più antiche di Sicilia. Nell'ambito dell'evento si svolgono diverse iniziative enogastronomiche ed eventi di promozione e valorizzazione delle tradizioni etniche dei popoli tra cui due importanti festival internazionali del folclore il primo ideato dal Prof. Enzo Lauretta ed il secondo denominato  festival internazionale " I bambini del mondo. URL consultato il 4 febbraio 2018 (archiviato dall'url originale il 18 gennaio 2012). ideato da Giovanni Di Maida e Claudio Criscenzo. Ricco il programma di appuntamenti con spettacoli, sfilate dei gruppi folklorici, delle bande musicali e dei carretti siciliani, concerti. Mostre ed eventi enogastronomici legati alla mandorla come Mandorlara, e Mandorla Fest. La manifestazione si svolge a partire dalla prima decade del mese di febbraio fino al mese di marzo.

### Istituzioni, enti e associazioni
Il Centro Culturale Editoriale "Pier Paolo Pasolini" fu fondato dal bibliotecario Francesco La Rocca, con il patrocinio dell'Assessorato Regionale ai Beni culturali nel 1984.
L'attività del Centro Pasolini parte con una serie di iniziative inerenti al parco Archeologico ed il Centro Storico di Agrigento. Le iniziative abbracciano diversi campi della cultura: dalla pittura, alla fotografia ed alla letteratura.

## Cultura

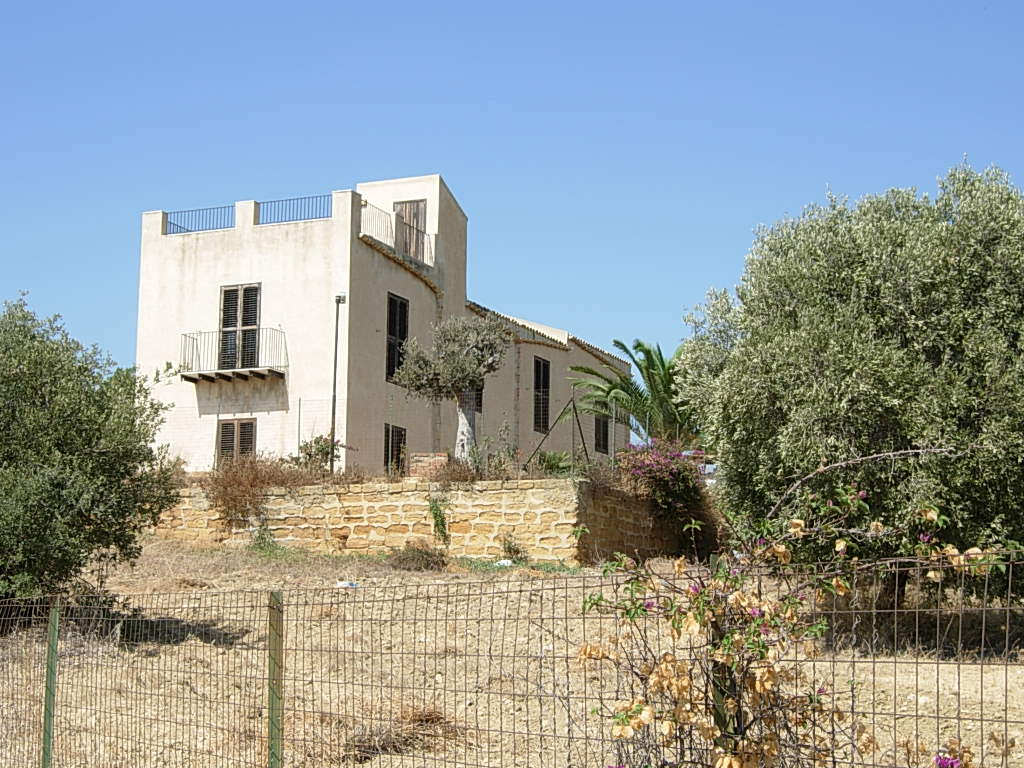
La casa natale di Pirandello

Tra gli altri akragantini celebri si annoverano il filosofo Empedocle e l'atleta olimpico Esseneto, al quale è dedicato il moderno stadio cittadino.
Un visitatore illustre della città fu Goethe, che vi soggiornò dal 23 al 27 aprile 1787.
Lo scrittore agrigentino più famoso è Luigi Pirandello, insignito del premio Nobel per la letteratura nel 1934. Pirandello ambientò ad Agrigento novelle e romanzi.
Il poeta Salvatore Quasimodo dedicò alla città di Agrigento le poesie "Strada di Agrigentum" e "Tempio di Zeus ad Agrigento".
Nel 1987 la cantante Giuni Russo, dedicò alla città la canzone “Alla luna”. La canzone presenta espressioni in dialetto siciliano.
Andrea Camilleri ha reso Vigata (Porto Empedocle, paese del libero consorzio comunale di Agrigento) e Montelusa (Agrigento) il teatro delle storie del commissario Montalbano.
Nell'ultima settimana di settembre ha luogo l'Efebo d'oro premio internazionale per il miglior film dell'anno tratto da un'opera letteraria. L’evento è organizzato dal Centro di Ricerca per la Narrativa e il Cinema.
Dal 2022 la città fa parte del progetto del Primo parco mondiale dello stile di vita mediterraneo insieme ad altre 103 città del centro Sicilia.

### Istruzione

#### Biblioteche

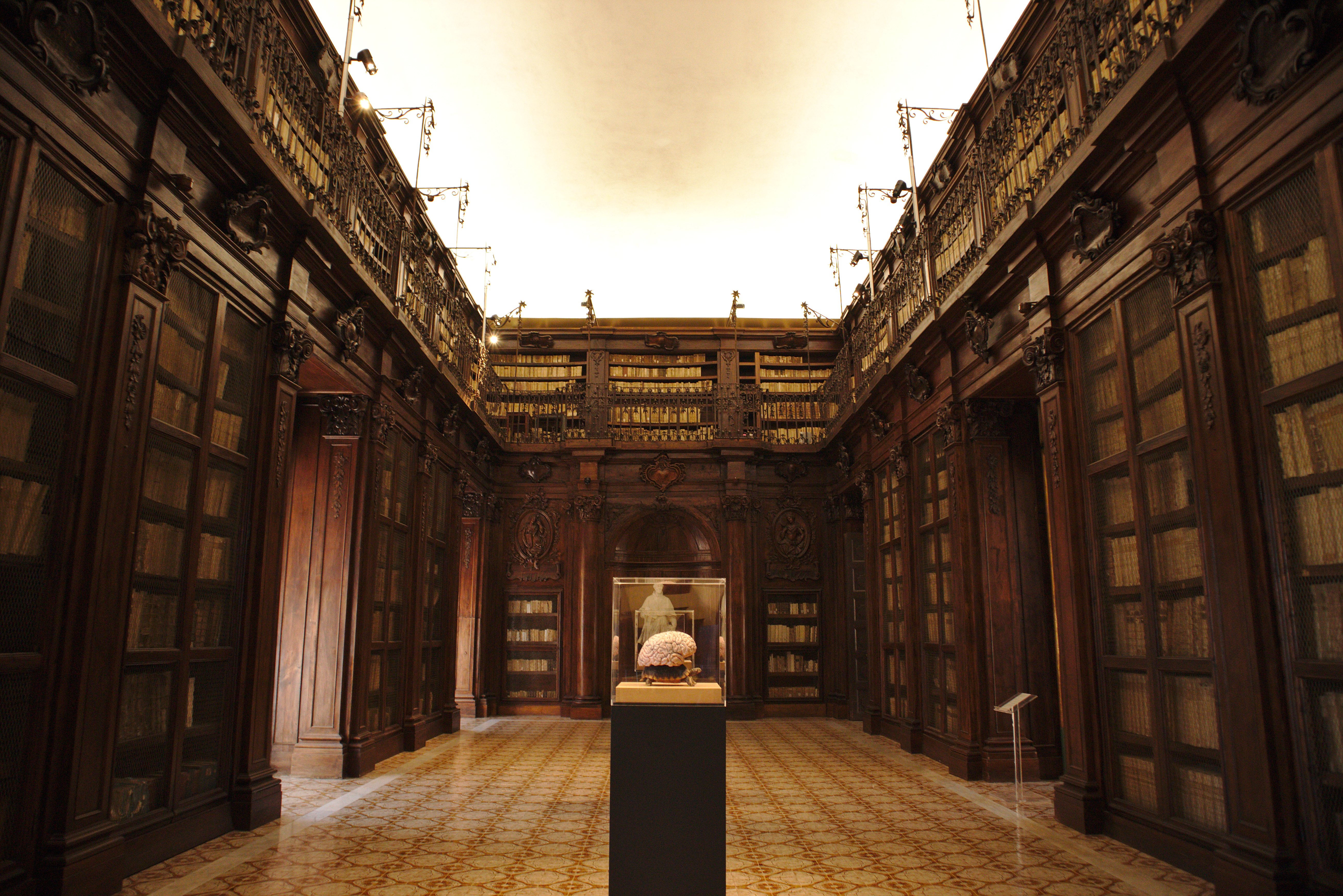
La Biblioteca Lucchesiana

- Biblioteca comunale "Franco La Rocca". Ha sede presso l'edificio dell'ex archivio notarile, nel pieno centro cittadino in piazzetta Vadalà.
- Biblioteca Lucchesiana, voluta dal vescovo Andrea Lucchesi Palli nel 1765, conserva più di 60.000 tra volumi antichi, cinquecentine, manoscritti e pergamene. Si trova nel centro storico, in via Duomo.[80][81]
- Biblioteca provinciale G. Ambrosini. Ha sede presso il palazzo della Provincia.
- Biblioteca della sovrintendenza ai beni culturali Pirro Marconi. Si trova in una delle sale del Museo archeologico San Nicola.
- Biblioteca del seminario vescovile. Ha sede presso il palazzo del seminario e la torre campanaria della cattedrale.
- Biblioteca del II circolo didattico San Giovanni Bosco, in via Bac Bac.

#### Università
Agrigento, oltre ad essere sede di varie scuole medie superiori (alle quali sono iscritti anche studenti provenienti dalla provincia), ospita una sede distaccata dell'Università degli Studi di Palermo.
Il Polo territoriale di Agrigento ospita il corso di laurea in Economia che si svolge nella sede di Villa Genuardi - e di Servizio Sociale, Architettura e Giurisprudenza - le cui attività si tengono nella sede di via Quartararo.
I corsi di Laurea Magistrale in Giurisprudenza ed Architettura sono ad esaurimento.

#### Musei

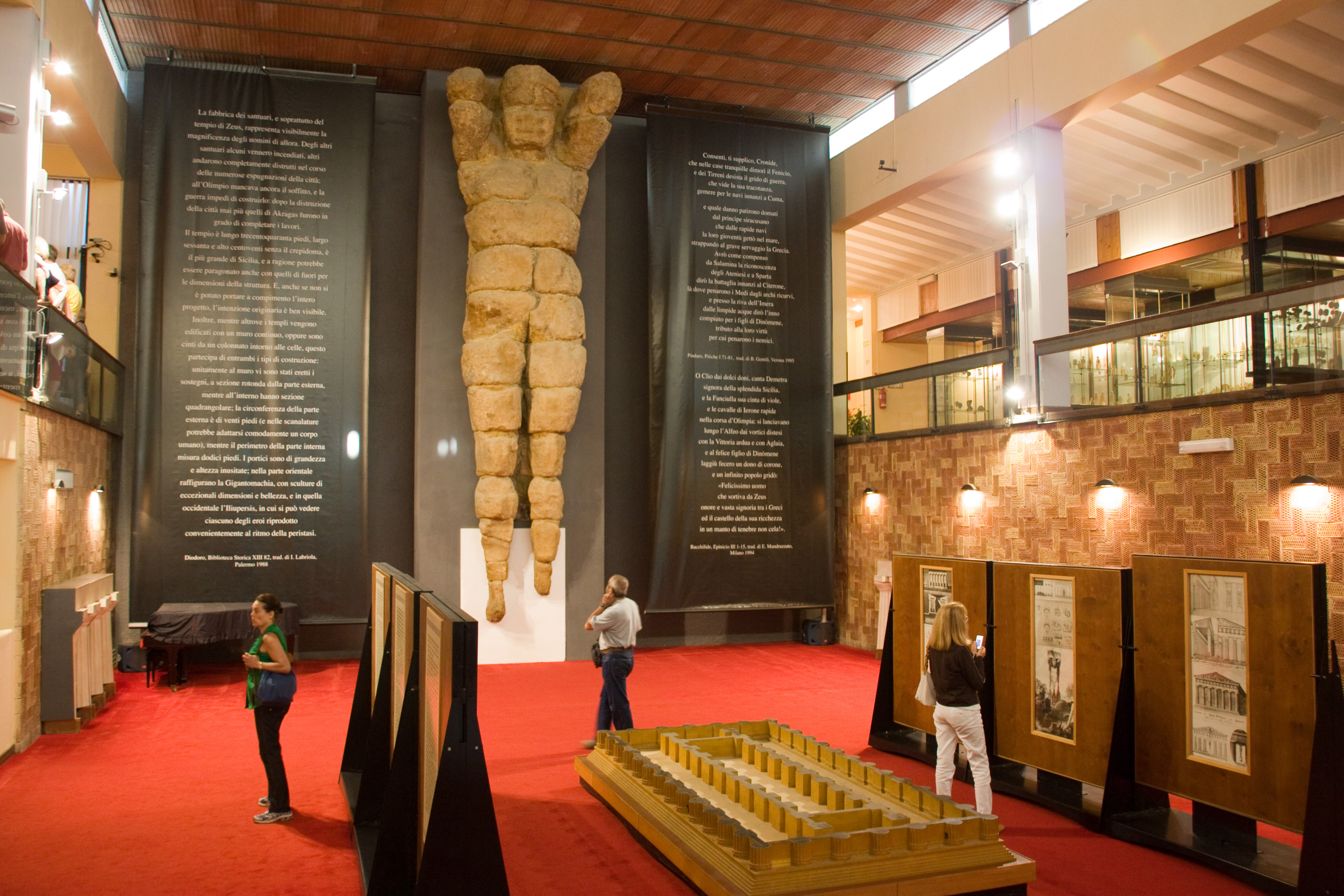
Il telamone del museo archeologico regionale.

- Museo Archeologico Regionale "San Nicola", il quale ha sede in parte presso l'antico convento di San Nicola, annesso all'omonima chiesa, in parte presso edifici appositamente progettati e che si armonizzano pienamente con le opere architettoniche preesistenti.
- Antiquarium Documentario, presso Villa Aurea.
- Antiquarium Iconografico, presso Casa Barbadoro. Nell'antiquarium sono esposte e custodite alcune riproduzioni di stampe, incisioni e iconografie ad artisti e viaggiatori che tra Settecento e Ottocento visitarono la Valle dei Templi. All'esterno invece è stato realizzato l'orto di Goethe, un percorso turistico fra le colture dell'antica Girgenti.
- Antiquarium delle Fortificazioni, presso Casa Morello.
- Antiquarium Paleocristiano-Bizantino, presso Casa Pace. L'antiquarium contiene molti reperti ritrovati nelle necropoli, tra cui lucerne, un sarcofago e altri oggetti.
- Antiquarium del Mare.[82]
- Mostra museo "Le stoai".
- Casa Natale Luigi Pirandello. L'antica struttura ospita, all'interno delle sue stanze, una collezione di fotografie, recensioni, onorificenze, prime edizioni dei libri con dediche autografe, quadri, locandine degli spettacoli teatrali. Dalla casa è possibile raggiungere i resti del pino pluricentenario, andato distrutto a causa della tromba d'aria che si è abbattuta su di esso alcuni anni addietro. Proprio alle radici del pino si trova la maestosa lapide in pietra al cui interno sono state traslate e ora conservate le ceneri dell'autore, secondo le sue ultime volontà. La casa natale di Luigi Pirandello costituisce un unico complesso museale e culturale unitamente alla Biblioteca Museo Luigi Pirandello. Fuori dalla casa è possibile ammirare un possente mezzobusto dedicato all'autore e alcune lapidi commemorative.
- Biblioteca Museo "Luigi Pirandello". Essa ospita numerosi documenti autografi distinti tra lettere, copioni teatrali, manoscritti, giornali storici e alcuni cimeli personali del grande drammaturgo agrigentino.
- Museo di Panteologia Umana del Centro studi preistorici e protostorici, presso Palazzo Celauro. Il museo ospita pregevoli reperti fossili oltre a numerosi documenti ricostruttivi e testimonianze preistoriche.
- Museo di Scienze Naturali "Empedocle", presso il Liceo Classico Empedocle e risalente al 1848. Esso comprende numerosi esemplari di mammiferi, pesci e altre specie animali imbalsamate, alcuni reperti di animali preistorici, nonché reperti geologici, botanici e paleontologici.
- Museo della Cattedrale. Esso si articola nel "Museo Storico-archeologico", nel "Museo Diocesano" e nel "Tesoro della Cattedrale". Parte del museo sarà ubicata nel Palazzo Tomasi. Altre sezioni sono invece custodite presso la cattedrale e il Palazzo Vescovile. Il Museo della Cattedrale è composto da pregevoli e preziosi arredi e paramenti sacri, numerosi dipinti e quadri raffiguranti episodi di vita sacra realizzati da alcuni fra i migliori artisti siciliani quali Raffaello Politi, ed infine alcuni reperti archeologici.
- Musei Civici. I Musei Civici sono articolati in diverse sezioni, disposte in sedi diverse: presso il complesso monumentale di santo Spirito ha sede la Sezione "etno-antropologica", la Sezione "natura è spettacolo", la Sezione "archeologica"; presso il complesso monumentale del Collegio dei Padri Filippini ha sede la Pinacoteca comprensiva della "Collezione Sinatra" che annovera le opere di Francesco Lojacono, la collezione dedicata al maestro Giambecchina e varie opere di Mirabella, Giordano, Camuccini e Novelli; sempre presso il Collegio dei padri filippini ha sede la Sezione "fotografica".
- Mostra permanente Eccellenza del Liberty presso il Collegio dei Padri Filippini, in cui sono esposte stampe di Raffaello Politi e Tommaso Santella.
- Casa Museo dei Padri Liguorini, nel quale sono esposti arredi e collezioni d'arte della casa dei Missionari Redentoristi di Agrigento
- Museo Medievale, presso il complesso monumentale di Santo Spirito.
- Le Fabbriche - Fondazione Orestiadi, sede di numerose mostre di arte moderna e contemporanea (in precedenza Fabbriche Chiaramontane).
- Archivio storico comunale.
- Museo vivente del Mandorlo "Francesco Monastra".
- Museo di antichi strumenti scientifici "Michele Foderà", presso il Liceo Classico Empedocle.
- Museo delle antiche unità di misura della Camera di Commercio.
- Museo del Gioco e del Giocattolo "Tolì Tolì".
- Museo delle Eredità immateriali, presso il Collegio dei Padri Filippini.
- Mostra del Presepe artigianale, allestita durante il periodo natalizio nel quartiere di Villaseta, e comprendente oltre cento presepi artistici.
- Museo delle gemme[83]

### Media

#### Stampa
- Giornale di Sicilia (edizione di Agrigento)
- La Sicilia (edizione di Agrigento)
- Grandangolo (settimanale)
- L'Amico del Popolo.

#### Radio
- 92100 Radio Station.
- Radio In Agrigento.
- Radio Vela.
- Radio Concordia.

#### Televisione
- Tele Video Agrigento (TVA), storica emittente della città dei Templi e di Pirandello, ha lasciato nel 2024 il mux semi-regionale di Rai Way per trasferirsi nella HBBTV. In alcuni orari viene trasmessa da VIDEOSICILIA LCN 93[84][85]
- Teleacras, storica emittente di Aragona al servizio della provincia di Agrigento, ha lasciato nel 2024 il mux semi-regionale di Rai Way per trasferirsi nella HBBTV. In alcuni orari viene trasmessa da TELEIBLEA LCN 89.[85]
- Teleradio Studio 98 (TS 98) è presente nel mux semi-regionale 2 di Rai Way al canale 95.[85]

## Geografia antropica

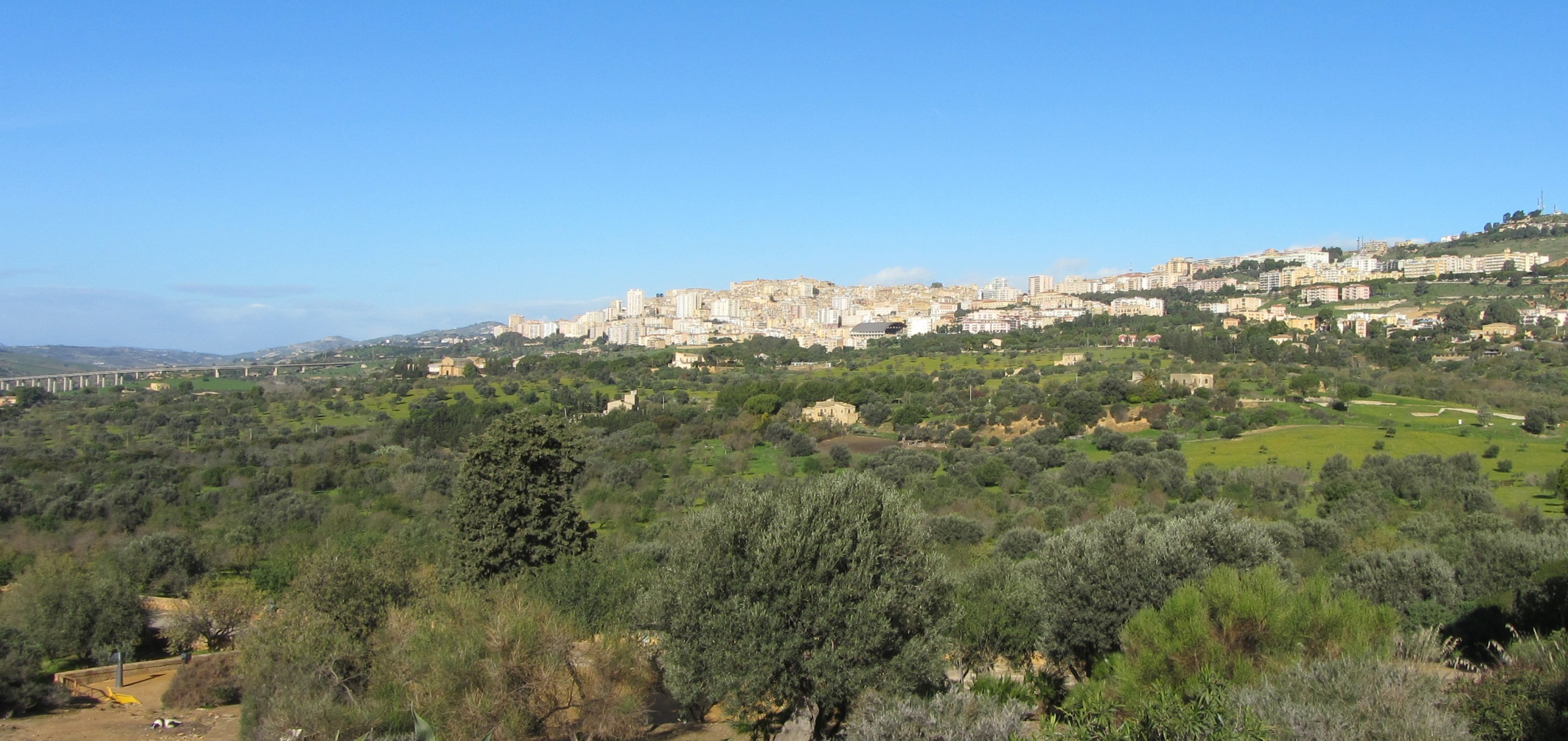
Panorama di Agrigento

### Suddivisioni storiche
Agrigento, a causa dell'irregolarità del territorio comunale, ha avuto negli anni uno sviluppo disordinato e in parte decentrato. Il centro cittadino infatti sorge su due colline, il colle di Girgenti e la Rupe Atenea, un tempo separate artificialmente dalla cosiddetta nave o taglio di Empedocle (che la leggenda vuole realizzata dal celebre filosofo akragantino al fine di agevolare, in presenza della malaria, la circolazione dei venti ed il ricambio d'aria nell'area in cui sorgeva l'antica città greca). Ulteriore limite all’espansione urbanistica è stato rappresentato dalla vasta area archeologica che sorge a sud delle due colline e che si espande da est ad ovest. Per tale ragione i quartieri più popolosi sorgono in direzione della costa, a sud del Parco Archeologico, e a nord del centro cittadino.
Quartieri decentrati:
- Villaggio Mosè, sorto tra gli anni trenta e quaranta del Novecento, come zona residenziale per gli operai della vicina miniera zolfifera della Ciavolotta, considerata una delle aree più ricche di zolfo nel mondo. La successiva crisi delle attività estrattive in Sicilia trasformò tra gli anni sessanta e settanta il piccolo centro minerario in centro commerciale oltre che residenziale; sorge a sud-est del centro della città e per la sua vocazione commerciale è sede di numerose e variegate attività economiche e commerciali, oltre che di numerosi hotel, data anche la vicinanza con le spiagge.
- Villaggio La Loggia
- Villaggio Peruzzo, quartiere che nasce nei primi anni sessanta quando venne delimitata, all'interno delle altre zone (A, B e C) del parco della Valle dei Templi, un'area per l'edilizia popolare (zona D). In tale area, ad est del fiume Akragas e a nord del lido di San Leone, sono state costruite 13 palazzine di alloggi popolari da parte dell'Istituto Gestione per Case Lavoratori, noto con l'acronimo GESCAL. Da qui il nome originario del quartiere: Villaggio GESCAL. La festa del quartiere in onore di San Pio X si svolge l'ultima settimana di luglio.
- San Leone, località balneare che dagli anni sessanta si è sviluppata diventando in modo caotico. La popolazione stabile è di circa 4 000 persone. Durante il periodo estivo è molto frequentata. Oggi San Leone risulta saldato ai limitrofi agglomerati del Villaggio Peruzzo, Villaggio Mosè, Cannatello e Fiume Naro con i quali viene incluso nella circoscrizione San Leone Mosè.
- Maddalusa, antico nome dell'area rivierasca a sinistra della foce del fiume San Leone (Akragas), fu la prima sede del porto della città di Akragas e vi era anche un importante emporio. In alcuni antichi documenti cinquecenteschi redatti dall'ingegnere toscano Tiburzio Spannocchi viene citata come Mendolosa, in quanto a ridosso delle dune sabbiose della costa dovevano abbondare diversi mandorleti; Vi sorge un antico palazzo settecentesco opera del vescovo Lorenzo Gioeni de Cardosca (1730-1754), del quale costituiva la residenza estiva, ed un'antica torre di guardia costruita nel cinquecento dallo Spanocchi e nominata 'Torre di Santo Lio' oggi inglobata in una masseria.
- Cannatello, vasta zona residenziale che fa da cerniera tra i centri di San Leone e Fiume Naro sulla costa con il quartiere Villaggio Mosè posto più all'interno. Vi si trovano i resti del villaggio fortificato, scoperto all'inizio del secolo scorso e sopraccitato. Antica zona agricola appartenente alla mensa vescovile agrigentina.
- Fiumenaro, quartiere rivierasco sorta alla foce del fiume Naro.
- Zingarello, piccolo ed isolato agglomerato di case di villeggiatura sorto disordinatamente ad oriente della foce del fiume Naro all'inizio delle falesie argillose che terminano a punta Bianca. Nelle vicinanze si trovava nel Medioevo il Bosco della Misita di proprietà della corona Aragonese.
- Fontanelle, posta a nord del centro. Recentemente è divenuta sede della cittadella giudiziaria e di altri importanti uffici e servizi.
- San Michele, conosciuta come la zona industriale della città. Vi sorge l'ospedale San Giovanni di Dio.
- San Benedetto, conosciuta come la zona industriale della città, è sede di numerose imprese e piccole industrie.
- San Giusippuzzu sede di aziende e attività commerciali.
- Quadrivio Spinasanta
- Calcarelle, importante per i numerosi edifici scolastici e per il Polo Universitario.
- Montaperto, borgata a pochi chilometri dal centro cittadino fondata nel 1525 è la più antica borgata agrigentina. Tra il Due e Trecento era tra i possedimenti della famiglia fiorentina degli Uberti, al quale apparteneva il famoso Manente detto Farinata di dantesca memoria.
- Giardina Gallotti, borgata a pochi chilometri dal centro cittadino fondata da contadini provenienti dalla vicina Raffadali nel 1813 dopo l'abolizione della feudalità avvenuta l'anno precedente. Inizialmente era costituita da due borgate distinte, Giardina e Gallotti, poi accresciutesi fino a fondersi nell'attuale. Conta circa 1 200 abitanti.
- Villaseta, quartiere sorto nel 1853 a metà strada tra la Marina (Porto Empedocle) ed il centro cittadino, vi sorgevano le filande che lavoravano la seta proveniente dalle campagne attorno alla borgata di Montaperto.
- Monserrato, quartiere residenziale sorto dopo la frana del 1966 e che accolse le famiglie sfollate dell'antico quartiere del Rabato. Sorge sull'antico colle Toro, sulla quale furono posti gli accampamenti dei cartaginesi prima, durante l'assedio di Agrigento del 406 a.C., e dei romani poi, 210 a.C. in occasione della definitiva espugnazione dell'arce agrigentina. Fino a qualche secolo fa vi sorgeva l'antica chiesa della Madonna di Monserrato costruita presumibilmente durante il periodo aragonese, in ricordo di quella più famosa che sorge nei pressi di Barcellona in Catalogna sul colle di Montserrat.

Quartieri del centro della città:
- Centro-Ruga Reale-Stazione-Empedocle;
- Rabato-Santa Croce-San Giacomo-Addolorata;
- Plebis Rea-San Gerlando-San Michele;
- Santa Marta-Pojo-Santo Spirito;
- Esseneto-Stadio;
- Dante-Manzoni;
- Della Vittoria;
- San Vito-Rupe Atenea;
- Cicerone-Imera;
- Agrigento bassa;
- Bonamorone, Vi scaturisce la sorgiva di Bonamorone che drena le acque della Rupe Atenea e che alimenta il giardino della Kolymbetra. Toponimo di origine semitica che suonava Ben Hamrun.

In passato il territorio del Comune di Agrigento era suddiviso in cinque Circoscrizioni ognuna delle quali ricomprendeva quartieri situati in rapporto di contiguità o vicinanza. Le circoscrizioni erano:
1. Agrigento Centro;
2. Quadrivio Spinasanta-Calcarelle-Fontanelle-San Giusippuzzu-San Michele-San Benedetto-Favara Ovest-Aragona Bassa;
3. Villaseta-Monserrato-Marina;
4. Villaggio Peruzzo-Villaggio Mosè-San Leone-Cannatello-Zingarello-Fiume Naro;
5. Montaperto-Giardina Gallotti-Borsellino.

Oggi invece il territorio comunale è diviso appunto in tre circoscrizioni:
1. Circoscrizione del "Centro": comprende tutti i quartieri del centro della città, Bonamorone, Quadrivio Spinasanta, Agrigento Bassa, Calcarelle, Rupe Atenea e Capu Cimuzzu;
2. Circoscrizione della "Costa": comprende i quartieri del Villaggio Mosè, San Leone, Villaggio Peruzzo, Cannatello, Zingarello, Fiume Naro, Maddalusa;
3. Circoscrizione dell'"Entroterra": comprende Fontanelle, San Michele, San Giusippuzzu, San Benedetto, Favara Ovest, Zona Industriale, Aragona Bassa, Montaperto, Giardina Gallotti, Borsellino e Capu Misuzzu.

### Frazioni
Al 15º censimento generale della popolazione e delle abitazioni dell'ISTAT (2011), il territorio di Agrigento risulta così suddiviso:
| Nome                 | Tipologia                            | Abitanti | Altitudine | Coordinate                  |
| -------------------- | ------------------------------------ | -------- | ---------- | --------------------------- |
| Agrigento            | centro abitato / capoluogo comunale  | 32 514   | 230        | 37°18′39.87″N 13°34′35.57″E |
| Fiumenaro            | centro abitato                       | 266      | 27         | 37°14′13.97″N 13°37′07.97″E |
| Giardina Gallotti    | centro abitato                       | 1 008    | 304        | 37°21′09.43″N 13°31′05.37″E |
| Montaperto           | centro abitato                       | 425      | 279        | 37°19′43.64″N 13°33′05.84″E |
| San Leone Mosè       | centro abitato                       | 13 332   | 2          | 37°15′40.96″N 13°35′19.92″E |
| San Michele          | centro abitato                       | 384      | 294        | 37°20′54″N 13°36′23.8″E     |
| Villaseta            | centro abitato                       | 6 192    | 92         | 37°17′54.07″N 13°33′31.6″E  |
| Fontanelle           | centro abitato                       | 8100     | 250        | 37°19′40″N 13°33′00″E       |
| Calcarelle           | nucleo abitato                       | 200      | 7          | 37°18′58.49″N 13°36′12.06″E |
| Consolida            | nucleo abitato                       | 98       | 37         | 37°21′25.77″N 13°36′24.99″E |
| Dune                 | nucleo abitato                       | 118      | 41         | 37°14′59.67″N 13°36′23.72″E |
| Giarra               | nucleo abitato                       | 51       | 63         | 37°15′19.65″N 13°36′20.56″E |
| Gibisa               | nucleo abitato                       | 0        | 175        | 37°15′17.14″N 13°39′27.41″E |
| Guardia              | nucleo abitato                       | 35       | 215        | 37°15′20.65″N 13°36′41.32″E |
| Maddalusa            | nucleo abitato                       | 0        | 235        | 37°16′44.61″N 13°34′13.57″E |
| Magellano            | nucleo abitato                       | 57       | 220        | 37°15′04.71″N 13°36′51.13″E |
| Petrusa              | nucleo abitato                       | 97       | 50         | 37°19′04.29″N 13°36′47.12″E |
| Portella             | nucleo abitato                       | 190      | 50         | 37°17′00.61″N 13°36′34.83″E |
| Ragazzi del '99      | nucleo abitato                       | 93       | 100        | 37°18′45.51″N 13°35′36.29″E |
| Sant'Agata           | nucleo abitato                       | 97       | 70         | 37°22′01.41″N 13°33′05.28″E |
| Serraferlicchio      | nucleo abitato                       | 3        | 300        | 37°19′44.12″N 13°34′59.84″E |
| Timpa dei Palombi    | nucleo abitato                       | 6        | 279        | 37°15′55.73″N 13°38′04.75″E |
| Torcicuda            | nucleo abitato                       | 7        | 220        | 37°19′36.98″N 13°36′09.99″E |
| Villaggio la Loggia  | nucleo abitato                       | 0        | 55         | 37°15′03.52″N 13°43′24.51″E |
| Villaggio Pirandello | nucleo abitato                       | 19       | 180        | 37°17′13.67″N 13°33′26.7″E  |
| Zingarello           | nucleo abitato                       | 13       | 40         | 37°13′36.4″N 13°38′49.62″E  |
| -                    | Case sparse                          | 2 401    | -          | -                           |
| totale               | 8 centri abitati + 18 nuclei abitati | 58 323   | 0/674      |                             |

## Economia
Il territorio del comune è compreso nella zona di produzione del Pistacchio di Raffadali D.O.P..
Agrigento è un’importante metà turistica grazie al suo ricco patrimonio culturale. Zolfo e potassa furono estratti localmente dai tempi dei contatti con i minoici fino agli anni settanta, ed esportati in tutto il mondo dal vicino porto di Porto Empedocle. Nel 2010, il tasso di disoccupazione ad Agrigento era pari al 19,2%, quasi il doppio della media nazionale.

## Urbanizzazione

### La conurbazione di Porto Empedocle
Fino al XIX secolo Porto Empedocle costituiva il borgo portuale di Girgenti noto come Molo di Girgenti. Esso costituì il naturale sbocco portuale della città fino al 1853, anno in cui il borgo ottenne l'autonomia amministrativa da Girgenti, mentre nel 1863 assunse la denominazione di Porto Empedocle, in omaggio al celebre filosofo. Le due città condividono tradizioni e festività come la devozione verso San Calogero, unico è il santo patrono, San Gerlando, festeggiato il 25 febbraio. La conurbazione Agrigento - Porto Empedocle, peraltro, costituisce il centro di una più ampia area urbana comprendente anche i comuni di Favara, Raffadali, Joppolo Giancaxio, Aragona, Comitini, Realmonte e Siculiana.

## Infrastrutture e trasporti

### Strade
I collegamenti stradali tra Agrigento e le altre città principali dell'isola sono assicurati tramite strade extraurbane secondarie:
- La strada statale 189 collega Agrigento col bivio Manganaro e quindi con Palermo.
- La strada statale 115 collega Siracusa con Trapani, passando esternamente ad Agrigento.
- La strada statale 640 collega Porto Empedocle, passando nei pressi della Valle dei Templi, a Caltanissetta e all'autostrada A19 Palermo-Catania.

La strada statale 118 Agrigentina Corleonese costituisce il vecchio collegamento con Palermo passando per Bivona e Corleone.
La strada statale 122 Agrigentina costituisce il vecchio collegamento con Caltanissetta e Enna passando per Favara e Canicattì.

### Ferrovie

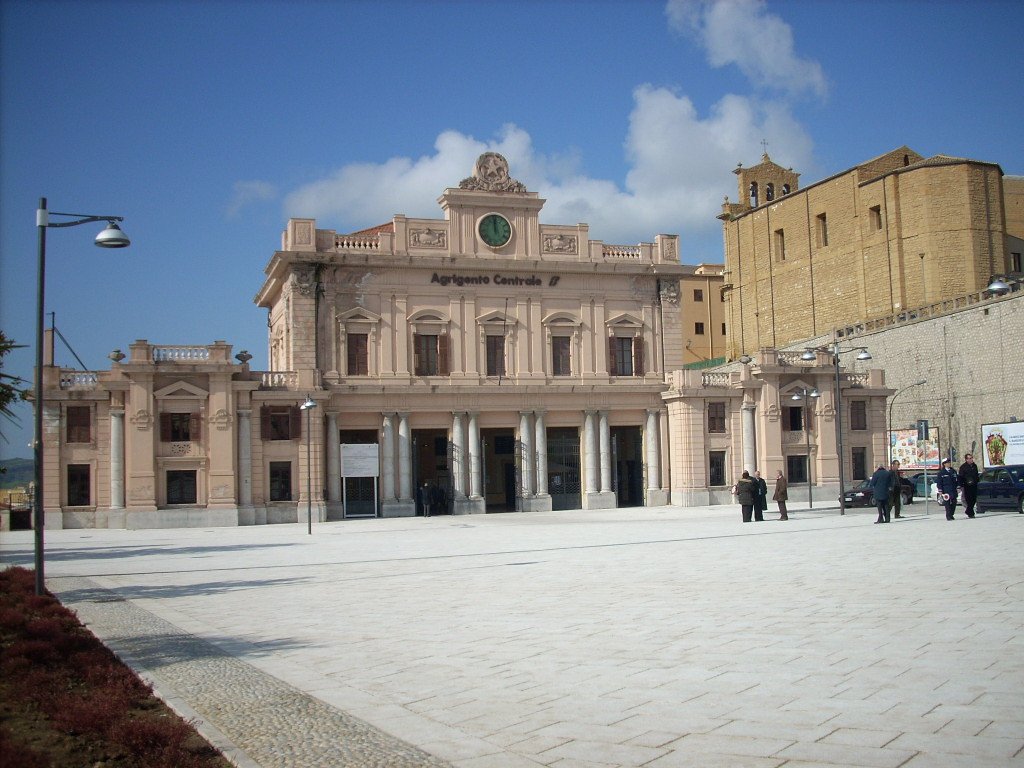
Stazione centrale

Ad Agrigento sono presenti tre stazioni ferroviarie: la stazione di Agrigento Centrale, la stazione di Agrigento Bassa e la stazione Tempio Vulcano, gestite da RFI. 
I treni turistici, organizzati da Fondazione FS Italiane che percorrono la Ferrovia turistica dei templi toccano tutte e tre le stazioni: tale servizio è attivo prevalentemente nei mesi estivi e collega il capoluogo con la città di Porto Empedocle ed il Parco archeologico.
Il servizio ferroviario ordinario, invece, coinvolge le sole stazioni di Agrigento Centrale e Agrigento Bassa.
Nel mese di dicembre 2023 è stato attivato un servizio di collegamento ferroviario tra la città e l'aeroporto di Palermo-Punta Raisi.

### Porti
Nella frazione balneare di San Leone è presente il porticciolo turistico intitolato a Cesco Tedesco.

### Elisuperficie
In contrada Consolida, posizionata a pochi metri dall'ospedale S. Giovanni di Dio, si trova un'elisuperficie di metri 33 x 33 utilizzata per il servizio di elisoccorso.
La struttura è attrezzata per avere operatività sia diurna che notturna.
Nel complesso dell'ex ospedale San Giovanni di Dio è presente un'ulteriore elisuperficie.

### Mobilità urbana
I trasporti urbani nella città di Agrigento vengono svolti con autoservizi di linea gestiti da T.U.A. (Trasporti Urbani Agrigento), che assicura un servizio di trasporto pubblico urbano con 12 linee. Sono inoltre garantite 2 linee turistiche con bus scoperti, una delle quali consente di collegare il centro anche con il terminal del porto di Porto Empedocle e con il sito naturalistico di Scala dei Turchi, nella vicina Realmonte. Inoltre la città dispone di una stazione Taxi Situata alla stazione centrale e alla fermata dei pullman in piazzale Rosselli.
I collegamenti extraurbani sono garantiti da autoservizi di linea gestiti da operatori privati.

## Amministrazione

### Gemellaggi
- Mar del Plata
- Nabeul
- Čitluk
- Perm'[90]
- Tampa[91]
- Valenciennes[92]

### Altre informazioni amministrative
Il comune di Agrigento fa parte delle seguenti organizzazioni sovracomunali: regione agraria n.5 (Colline litoranee di Agrigento).

## Sport

La squadra di pallavolo femminile dell' nella stagione 1993-94, finalista in Coppa CEV.

Lo sport principale della città è il calcio. La squadra più importante è l'Akragas Calcio, che vanta quale maggior successo diverse partecipazioni alla Serie C; sede delle gare interne è lo stadio Esseneto.
Nel basket la Fortitudo Agrigento milita in Serie A2. Nella stagione 2011-12 ha vinto la Coppa Italia Divisione Nazionale B.
Nel nuoto l'associazione più importante è la A.D.P. Nuoto Agrigento di Carlo Dessì, operante dal 2002. Negli anni ha portato atleti a piazzamenti importanti in campionati italiani ed internazionali, sotto la guida dell'allenatore Davide Dessì.
L'atletica leggera è rappresentata dal G.S. Valle dei Templi Agrigento che partecipa al Grand Prix Regionale di maratonine.
Organizza la Mezza Maratona della Concordia, una delle gare su strada più apprezzate e partecipate dell'isola.
Il 3 gennaio 2016 la Valle dei Templi ospita la Sri Chimoy Oneness-Home Peace Run, la staffetta per la pace più lunga del mondo, diventando il simbolo della pace nel mondo come il Fuji e le Cascate del Niagara.

### Ciclismo
Campionato mondiale su strada
Nel 1994 Agrigento è stata sede della corsa maschile élite del campionato mondiale di ciclismo su strada, vinto dal francese Luc Leblanc davanti all'italiano Claudio Chiappucci e all'altro francese Richard Virenque.
Giro d'Italia
Agrigento è stata sede della cosiddetta "Grande Partenza" del Giro d'Italia nell'edizione del 1999, con il via ufficiale della corsa dato il 15 maggio dal viale Emporium alla volta di Modica, dove si concluse la prima tappa con la vittoria di Ivan Quaranta. In totale, la città è stata sede di tappa della "Corsa Rosa" in dieci occasioni (cinque partenze e cinque arrivi).
Le partenze di tappa del Giro da Agrigento sono state le seguenti:
- 1965, 12ª tappa, Agrigento-Siracusa, vinta da Raffaele Marcoli;
- 1981, 10ª tappa, Agrigento-Palermo, vinta da Giuseppe Saronni;
- 1993, 8ª tappa, Agrigento-Palermo, vinta da Adriano Baffi;
- 1999, 1ª tappa, Agrigento-Modica, vinta da Ivan Quaranta;
- 2018, 5ª tappa, Agrigento-Santa Ninfa, vinta da Enrico Battaglin.

Gli arrivi di tappa del Giro ad Agrigento sono stati i seguenti:
- 1965, 11ª tappa, Palermo-Agrigento (146 km), vinta da Guido Carlesi;
- 1982, 9ª tappa, Taormina-Agrigento (248 km), vinta da Moreno Argentin;
- 1993, 7ª tappa, Capo d'Orlando-Agrigento (240 km) vinta da Bjarne Riis;
- 2008, 2ª tappa, Cefalù-Agrigento (207 km), vinta da Riccardo Riccò;
- 2020, 2ª tappa, Alcamo-Agrigento (149 km), vinta da Diego Ulissi.